# Suske en Wiske
Suske en Wiske is een Belgische stripreeks die oorspronkelijk werd bedacht door Willy Vandersteen, die in het begin ook alle verhalen geheel zelf uitwerkte en tekende. Later is de reeks voortgezet door achtereenvolgens Paul Geerts, Marc Verhaegen, het duo Luc Morjaeu (later vervangen door Wout Schoonis) en Peter Van Gucht van Studio Vandersteen. Het is een van de bekendste en populairste langlopende stripseries in zowel Vlaanderen als Nederland geworden. De strip is ook in een aantal andere landen uitgebracht. 
De serie loopt sinds 1945. De verhalen werden gedurende de eerste paar jaar dat de serie liep in eerste instantie gepubliceerd in De Nieuwe Standaard (1945-1947), later De Standaard (vanaf 1947), alvorens als album te verschijnen. Nadien zijn ze ook in allerlei andere Vlaamse en Nederlandse kranten voorgepubliceerd. Vanaf 1948 verschenen er in totaal acht verhalen in het striptijdschrift Kuifje, de zogeheten blauwe reeks.
De verhalen zijn altijd in de eerste plaats humoristisch van inslag geweest, met daarnaast een moraliserende ondertoon. Vooral in de beginjaren stond er vaak een actueel maatschappelijk thema centraal. Daarnaast is er voor veel verhalen sterk inspiratie gehaald uit vooral de Vlaamse en Nederlandse folklore, bekende sprookjes, volksverhalen en mythologie. Ook de geschiedenis staat heel vaak centraal; in veel verhalen is sprake van tijdreizen door de hoofdpersonages.

## Geschiedenis

### Begin (1944-1946)
Vandersteen begon in de winter van 1944-45 met de eerste schetsen voor een verhaal genaamd Rikki en Wiske (later hernoemd tot De avonturen van Rikki en Wiske). Hij legde deze schetsen voor aan twee directieleden van de Standaard Boekhandel, die een deel van het verhaal doorstuurden naar de redactie van De Nieuwe Standaard. Daarop besloot uitgever Tony Herbert het verhaal van Vandersteen te publiceren. Op 30 maart 1945 verscheen de allereerste aflevering van De avonturen van Rikki en Wiske in De Nieuwe Standaard (uiteindelijk heeft dit verhaal de titel Rikki en Wiske in Chocowakije gekregen). In het verhaal was sprake van drie hoofdpersonages: tante Sidonia, haar nichtje Wiske en Wiskes oudere broer Rikki. Het verhaal verscheen in 1946 als album in de winkel, maar de verkoop liep in eerste instantie nog niet storm; na twee jaar waren er niet meer dan 7000 exemplaren verkocht.
Op 19 december 1945 ging in de Vlaamse kranten het eerste verhaal  van start met een rol voor het nieuwe hoofdpersonage Suske (die voortaan Rikki geheel verving als de tweede hoofdpersoon): Op het eiland Amoras. Dit verhaal werd in januari 1947 als eerste album in de toenmalige Vlaamse ongekleurde reeks uitgegeven en werd wel meteen goed verkocht. In dit tweede verhaal maakte ook professor Barabas, later een ander vast bijpersonage, nog zijn opwachting. Vandersteen verklaarde later dat Rikki geen volwaardige tegenspeler van de veel jongere Wiske was en dat het personage bovendien te veel op Kuifje leek. Lambik, die later ook een van de hoofdpersonages zou worden, trad voor het eerst op in het derde verhaal De sprietatoom (1946). Jerom maakte zijn debuut ten slotte zes jaar later, in De dolle musketiers (1952).
De verhalen werden hierna al spoedig uitermate populair. Vandersteen doorspekte ze met humor die varieerde van absurde grappen tot running gags en van woordspelingen tot moppenboekachtige grappen. Soms werden er letterlijk moppen geciteerd. Het in de beginjaren van de strip regelmatig verwijzen naar de actualiteit was een formule die in de kranten natuurlijk op dat moment perfect werkte, maar ook snel weer gedateerd raakte wanneer de verhalen eenmaal in albumvorm waren uitgegeven. Naarmate de strip bekender werd en er meer albums uitkwamen, verdwenen de duidelijke humoristische verwijzingen naar de actualiteit dan ook gaandeweg als vast onderdeel. Niettemin heeft de strip altijd een sterk maatschappijkritische ondertoon behouden (zie ook #Evolutie van de strip). 
Een andere belangrijke factor die in hoge mate bijdroeg aan het grote succes van de stripreeks was Vandersteens opmerkelijke verteltalent. Hij wist sfeerrijke, fantasievolle, spannende en mysterieuze plots van zeer uiteenlopende herkomst te bedenken (zie ook #Inspiratiebronnen). Ook kon hij dankzij de manier waarop de strip in de kranten verscheen op grote schaal gebruikmaken van cliffhangers. De periode waarin Vandersteen zelf het meest bij de strip betrokken was (jaren 40-50) heeft de meeste verhalen opgeleverd die echte klassiekers zijn geworden, zoals het hiervoor genoemde Het eiland Amoras, naast bijvoorbeeld De stalen bloempot, De ringelingschat en De dolle musketiers.
Stripkenner Han Peekel zou veel later in een interview verklaren dat ook het feit dat de strips uitkwamen in albumvorm, de populariteit sterk bevorderde. In die tijd verschenen strips meestal in kranten. Ook waren de albums betaalbaar, ook in de toenmalige crisisjaren na de Tweede Wereldoorlog. Die albums, waarvan er jaarlijks vier verschenen, werden vervolgens populair bij verzamelaars. Peekel stelde voorts dat ook de "thuissituatie" van het gezin daaraan bijdroeg. Op het eerste gezicht oogt deze vrij normaal, maar bij nader inzien zijn er geen vader en moeder aanwezig; in plaats daarvan worden de twee kinderen opgevoed door iemand die slechts de tante van een van hen is. Volgens Peekel was dit "een meesterzet", omdat een standaard vader-en-moedersituatie de verhaallijn hier saai zou hebben gemaakt.
Al snel verschenen de albums ook in de Hollandse ongekleurde reeks, iets later in de Vlaamse en Hollandse tweekleurenreeks en vanaf 1967 uiteindelijk in de nog steeds lopende Vierkleurenreeks (zie verder onder #Albumuitgaven). Vanaf 8 maart 1946 verscheen de reeks ook in Nederland, aanvankelijk in de krant De Stem. In het laatste nummer van Le Petit Monde in 1947 verscheen net de eerste aflevering van Le Singe Volant (De vliegende aap). Suske en Wiske heten hier Riri et Miette (later zijn ze "Bob et Bobette" gaan heten). Het was hun eerste verschijning in het Frans.

### Teruglopend aandeel van Vandersteen (ca. 1950-1970)
In de beginperiode verzorgde Vandersteen zowel het scenario als de tekeningen en ook inktte hij de verhalen zelf. Het inkten was de eerste taak die hij zou overlaten aan iemand anders. Aan het einde van De mottenvanger (1949) nam François Joseph Herman de inktpen over. Wellicht raakte Vandersteen vanaf ca. 1960 gaandeweg steeds minder persoonlijk betrokken bij de totstandkoming van de Suske en Wiske-verhalen, mede omdat hij zich in deze tijd op het maken van andere strips (zoals Bessy en De Rode Ridder) ging richten. 
Vanaf ca. 1953 was Karel Boumans steeds meer betrokken bij het inkten (voor het eerst in De lachende wolf). In de loop van de reeks zou deze taak door diverse personen worden uitgevoerd, waarvan eerst Eduard De Rop en later Eric De Rop (vader en zoon) de meeste albums voor hun rekening namen. Eduard de Rop trad in 1959 in dienst bij Vandersteen. De eerste Suske en Wiske-verhalen waar De Rop een aandeel in had waren Het vliegende bed en Het gouden paard.  In 1965 ging ook Eugeen Goossens aan de slag bij Studio Vandersteen. Vandersteen zelf was op dat moment bezig met de De apekermis. Een van Goossens' eerste bijdragen was aan Wattman (1967) en Jeromba de Griek (1967).
De destijds 30-jarige Paul Geerts voegde zich in 1967 als nieuwe medewerker bij Studio Vandersteen. In eerste instantie hield Geerts zich alleen nog bezig met de productie van een van de spin-offs, de Jerom-reeks in Duitsland. In 1969 vroeg Vandersteen hem om zich ook met de hoofdreeks Suske en Wiske te gaan bezighouden, waarna beiden eerst nog enkele verhalen uit de serie gezamenlijk maakten, voordat Geerts het uiteindelijk helemaal zou overnemen. De charmante koffiepot was het eerste verhaal in de Suske en Wiske-hoofdreeks dat werd geïnkt door Geerts, die dit deel van het werk overnam van De Rop. In deze zelfde periode hertekende Geerts onder meer De koning drinkt en De witte uil, met het oog op de heruitgave van deze verhalen in de toen pas gestarte Vierkleurenreeks. Hierna zou  evenwel nog heel lang uitsluitend Vandersteens naam als auteur in de albums blijven staan; pas in 1989 kwam hier verandering in  (met De krachtige krans).

### Diverse subreeksen en heruitgaven vanaf 1948

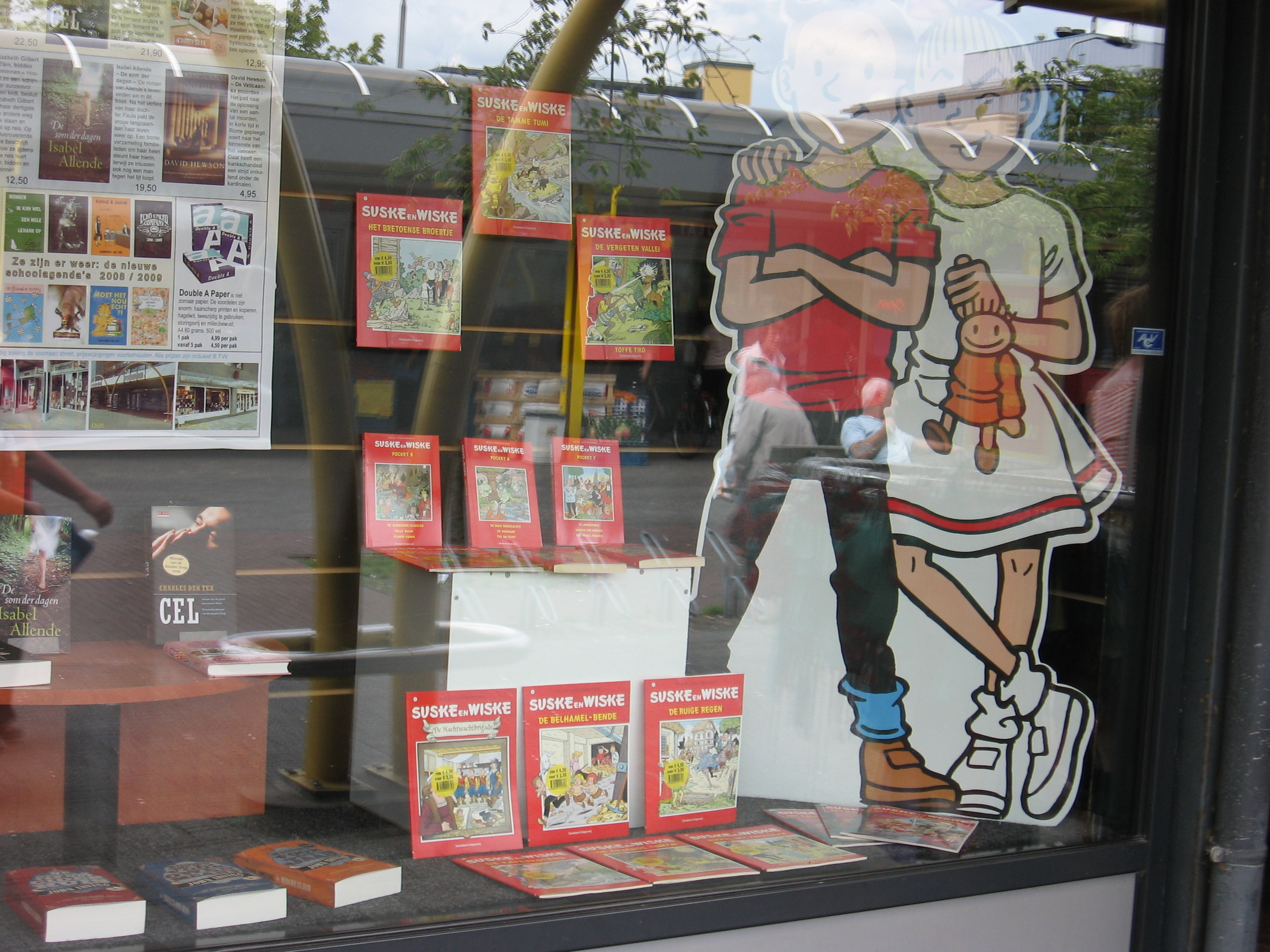
Etalage boekwinkel Delft

In 1948 werd Vandersteen door Hergé gevraagd om Suske en Wiske ook in het weekblad Kuifje te gaan publiceren. Deze verhalen werden na publicatie in het stripblad uitgegeven in de zogeheten blauwe reeks. In deze verhalen spelen Jerom, tante Sidonia en professor Barabas niet mee. De rol van Lambik werd anderzijds belangrijker; in feite werd hij de derde hoofdpersoon. Daarnaast ondergingen de hoofdpersonages een metamorfose; zo oogden Suske en Wiske bijvoorbeeld volwassener en Lambik zag er een stuk heldhaftiger uit. De verplichte verbeterde tekenstijl had ook invloed op Vandersteens latere werk.
In maart 1959 voorzag N.V. Standaard Boekhandel de albums voor het eerst van een nieuwe lay-out. Er werd nu een rode steunkleur toegevoegd en de titelletters op de voorkaft waren vanaf nu in het geel. Ook de achterzijde werd vernieuwd. De eerste 66 albums zijn hierdoor oorspronkelijk ofwel alleen in zwart-wit, of met slechts één steunkleur verschenen. Het eerste verhaal dat al meteen in deze tweekleurenreeks verscheen was Het vliegende bed. Enkele van de vóór 1959 verschenen verhalen die te veel afweken van de nieuwe stijl werden in deze periode voor de eerste keer hertekend en heruitgegeven, zoals De sprietatoom, De ringelingschat, De spokenjagers en De dolle musketiers. Aangezien deze paar verhalen iets later ook in de Vierkleurenreeks weer opnieuw zouden uitkomen, hebben ze in totaal drie albumnummers gekregen. 
De tweekleurenreeks zou slechts een paar jaar bestaan. Alle verschillende reeksen waarin de verhalen waren tot dan toe verschenen, werden in 1967 samengevoegd tot één reeks die zo uniform mogelijk werd gemaakt. Deze nieuwe serie werd al snel bekend onder de naam rode reeks.  Toen de eerdere verhalen in deze nieuwe reeks werden heruitgegeven, werden ook alle kafttekeningen vernieuwd. Het eerste nieuwe verhaal dat meteen in deze Vierkleurenreeks verscheen was De poenschepper (1967). Daarna zijn alle in de kranten voorgepubliceerde verhalen die tot dan toe alleen in de ongekleurde reeksen en/of de tweekleurenreeksen waren verschenen, in de Vierkleurenreeks heruitgebracht. Het eiland Amoras werd in de Vierkleurenreeks direct na De poenschepper als eerste verhaal heruitgebracht, daarna werd de volgorde echter geheel willekeurig.
Tot de verhalen die bij de heruitgave in de vierkleurenreeks in hun geheel zijn hertekend behoren Het eiland Amoras, De vliegende aap, De koning drinkt, De witte uil, Lambiorix en De kleppende klipper. De meeste andere verhalen uit deze begintijd zijn deels hertekend, hier is bijvoorbeeld alleen het uiterlijk van de hoofdpersonages later aangepast. Enkele verhalen zijn in de vierkleurenreeks alleen maar ingekleurd zonder dat er iets aan de oorspronkelijke tekeningen werd veranderd, zoals De stalen bloempot, De zwarte madam en De stierentemmer. Uiteindelijk zijn deze oudste verhalen in hun geheel oorspronkelijke vorm enkele tientallen jaren later nog eens uitgebracht in de spin-offreeks Suske en Wiske - Klassiek.

### Aanvankelijke voortzetting van de reeks door Paul Geerts (1971)

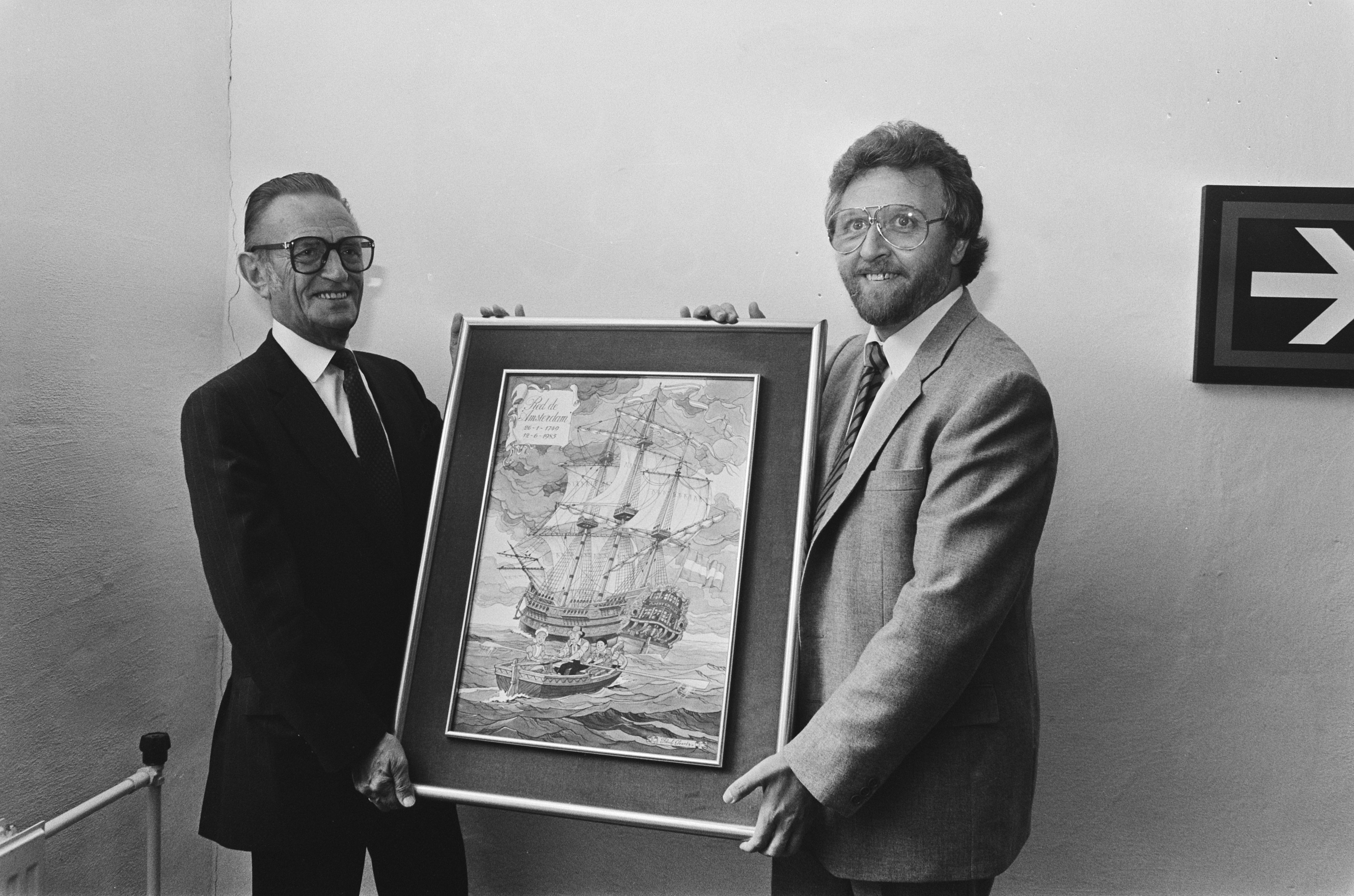
Vandersteen en Geerts samen bij de presentatie van Angst op de "Amsterdam", in 1985

De gekke gokker (1971) was het eerste verhaal waarvan ook het scenario helemaal van de hand van Geerts was, met enkele kleine aanpassingen door Vandersteen. Het jaar daarop kreeg Geerts de volledige artistieke eindverantwoordelijkheid voor de Suske en Wiske-strip, als Vandersteens opvolger. Vandersteen stelde aan de voortzetting van de reeks door Geerts enkele strikte voorwaarden: de geest en filosofie die altijd al achter de verhalen schuilging moesten hetzelfde blijven, de karakters van de hoofdpersonages mochten niet veranderen en de verhalen moesten altijd in een positieve sfeer blijven eindigen. In 1971 begon Rita Bernaers met het verzorgen van de inkleuring van de verhalen.
Ondanks de overname bleef Vandersteen zelf ook in de tijd hierna in meer of mindere mate bij de strip betrokken. Hij werkte zelf ook nog de scenario's van enkele verhalen uit, en in enkele gevallen leverde hij ook weer (een deel van) het tekenwerk af. Zo zijn de scenario's van De vinnige Viking (1976), Het Bretoense broertje (1983), De ruige regen (1985), De eenzame eenhoorn (1988) en als laatste De wervelende waterzak (1988) nog door Vandersteen geschreven. Van die laatste drie verhalen verzorgde hij bovendien (voor een deel) weer het tekenwerk. Voor de andere hiervoor genoemde verhalen verzorgde Geerts het tekenwerk. 
Vanaf De pompenplanters, uitgekomen in november 1979, werd Eduard De Rop vervangen door Eugeen Goossens als inkter van de Suske en Wiske-verhalen.
In 1980 kwam ook Lilianne Govers in dienst bij Studio Vandersteen. Zij verzorgde vanaf dan de lettering van de verhalen en een deel van het inktwerk. In 1984 begon Eric de Rop − de zoon van de eerder genoemde De Rop − zijn medewerking aan de stripreeks, en twee jaar later werd hij de nieuwe vaste inkter. Het eerste verhaal dat hij inktte was De bevende berken, een reclame-album dat niet in de reguliere reeks is verschenen.
In augustus 1990 overleed Vandersteen. Op alle Suske en Wiske-albums is echter sindsdien Vandersteens naam blijven staan, ongeacht of hij aan het verhaal in kwestie nog enige inbreng heeft gehad. De naam van Geerts werd pas voor het eerst expliciet in de albums vermeld vanaf De krachtige krans (1988). 
Vandersteen stelde bij testament opnieuw een aantal harde voorwaarden aan de verdere voortzetting van de reeks. Zo bleven seks en drugs taboe en ook  mochten er geen hoofdpersonen bijkomen of verdwijnen. Ook mochten de hoofdpersonen niet verouderen of anderszins veranderen. Ook een aantal andere bestaande situaties mochten niet veranderen; zo mogen Lambik en Sidonia bijvoorbeeld nooit huwen.

### Inbreng van Marc Verhaegen (vanaf 1988)

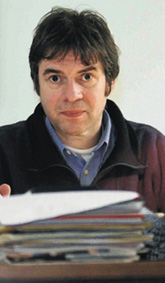
Marc Verhaegen in 2000

In 1988 sloot Marc Verhaegen zich als nieuwe medewerker bij de Studio Vandersteen aan. Verhaegen had op dat moment de taak een kortverhaal te maken dat als proloog kon dienen voor een reclame-uitgave van De schat van Beersel van Kredietbank. Dit moest tevens in de stijl van de blauwe reeks gebeuren. Vandersteen en Geerts besloten na het zien van dit verhaal om Verhaegen aan te nemen.
Verhaegens eerste wapenfeit in de reguliere serie was het uitwerken van de tekeningen vanaf strook 179/180 in De speelgoedspiegel (1989). Nadien werd Verhaegen ingezet voor diverse nieuwe verhalen. Aanvankelijk bleef zijn inbreng nog beperkt tot het uitwerken van de tekeningen. De goalgetter (1990) was het eerste verhaal in de Suske en Wiske-hoofdreeks waarin Verhaegen ook anderszins een groot aandeel had; hier verzorgde hij zowel het basisidee als de tekeningen. Het standaard aantal pagina's per album werd in deze periode teruggebracht van 56 naar 48. In De krakende carcas (1992) nam Verhaegen zowel het scenario als de tekeningen op zich.
Gedurende de jaren 90 wisselden Verhaegen en Geerts elkaar af voor het uitwerken van de verhalen. Soms werkten ze ook samen aan één verhalen. Omdat Geerts nog steeds de officiële tekenaar was, bleef tot eind 2001 Verhaegens naam onvermeld bij het uitbrengen van de albums. Steeds stond er 'scenario en tekeningen: Paul Geerts', ook al betrof het een verhaal van Verhaegen. Het laatste verhaal dat nog volledig door Geerts gemaakt werd, was Het enge eiland (1999). In 2002 gaf Geerts tot slot ook officieel het stokje door aan Verhaegen, die reeds alle nieuwe verhalen op zich nam sinds het verschijnen van Het verdronken land (1999). Pas vanaf de officiële overname in 2002 werd Verhaegens naam in de albums vermeld in de plaats van die van Geerts. In De blote Belg (2001) werden Geerts en Verhaegen samen vermeld.
In 2005 werd Verhaegen aan de kant geschoven na een dispuut met Studio Vandersteen. De aanleiding was dat hij het plan had opgevat om Auschwitz als thema in een verhaal te verwerken, maar dit viel bij de overige medewerkers in slechte aarde. De formidabele fantast was Verhaegens laatste contributie. In 2016 onthulde Geerts in een interview dat de samenwerking met Verhaegen vaak erg moeizaam was geweest.

### Overname door Studio Vandersteen (2005-nu)

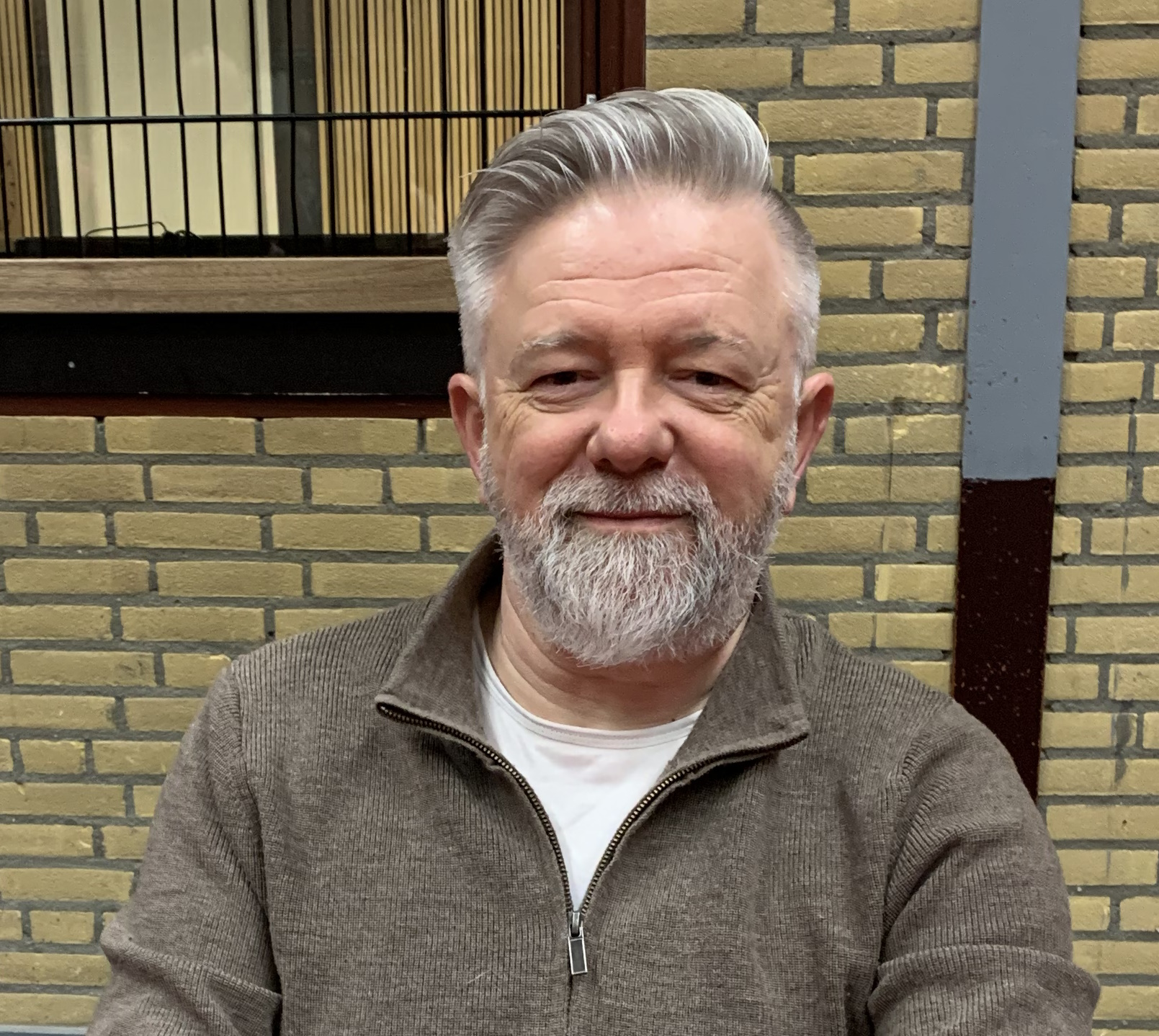
Peter van Gucht in 2023

Sinds Verhaegen niet meer bij de productie van de verhalen is betrokken, wordt het werk in teamverband gedaan door Studio Vandersteen zelf. Peter Van Gucht als hoofdscenarist en Luc Morjaeu staan daarbij aan het hoofd van het tekenteam. Van Gucht had zich daarvoor reeds bewezen als scenarist van diverse kortverhalen. Hij verzorgde ook al het scenario van De flierende fluiter, waar Verhaegen nog de tekenaar van was. Morjaeu daarentegen kwam nieuw over naar Studio Vandersteen nadat Verhaegen vertrokken was.
Zo ontstond een tekenteam onder leiding van Morjaeu (met Dirk Stallaert, Peter Quirijnen, Charel Cambré en Eric De Rop) en een scenarioteam onder leiding van Van Gucht (met Bruno De Roover en Erik Meynen).

#### Nieuwe albumomslag vanaf 2007
De standaardomslag van de albums in de hoofdreeks ging opnieuw vrij drastisch op de schop in de zomer van 2007. Studio Vandersteen nam afstand van de aloude rode kaft met in het midden een tekening die het hoofdthema van het verhaal uitbeeldt. Vanaf nu vulde de tekening de hele voorkant. Dit werd voor het eerst gedaan bij de albumuitgave van De curieuze neuzen. Om de lezers te laten wennen aan de nieuwe vormgeving, koos de studio voor een mapje dat om het album werd geschoven. Het mapje zelf heette De magnifieke metamorfose en hierop was de traditionele rode kleur nog wel aanwezig. Daarnaast werden ook de afbeeldingen zelf van alle individuele albums door Morjaeu hertekend in de nu gangbare tekenstijl.
De metamorfose had tot gevolg dat alle verhalen van vóór 1967, waarvan de kaft bij de overgang van de tweekleuren- naar de vierkleurenreeks ook al opnieuw was getekend, nu voor de tweede keer van een hertekende kaft werden voorzien. In 2008 kwamen alle albums met de nieuwe cover op de markt.

## Belangrijkste personages

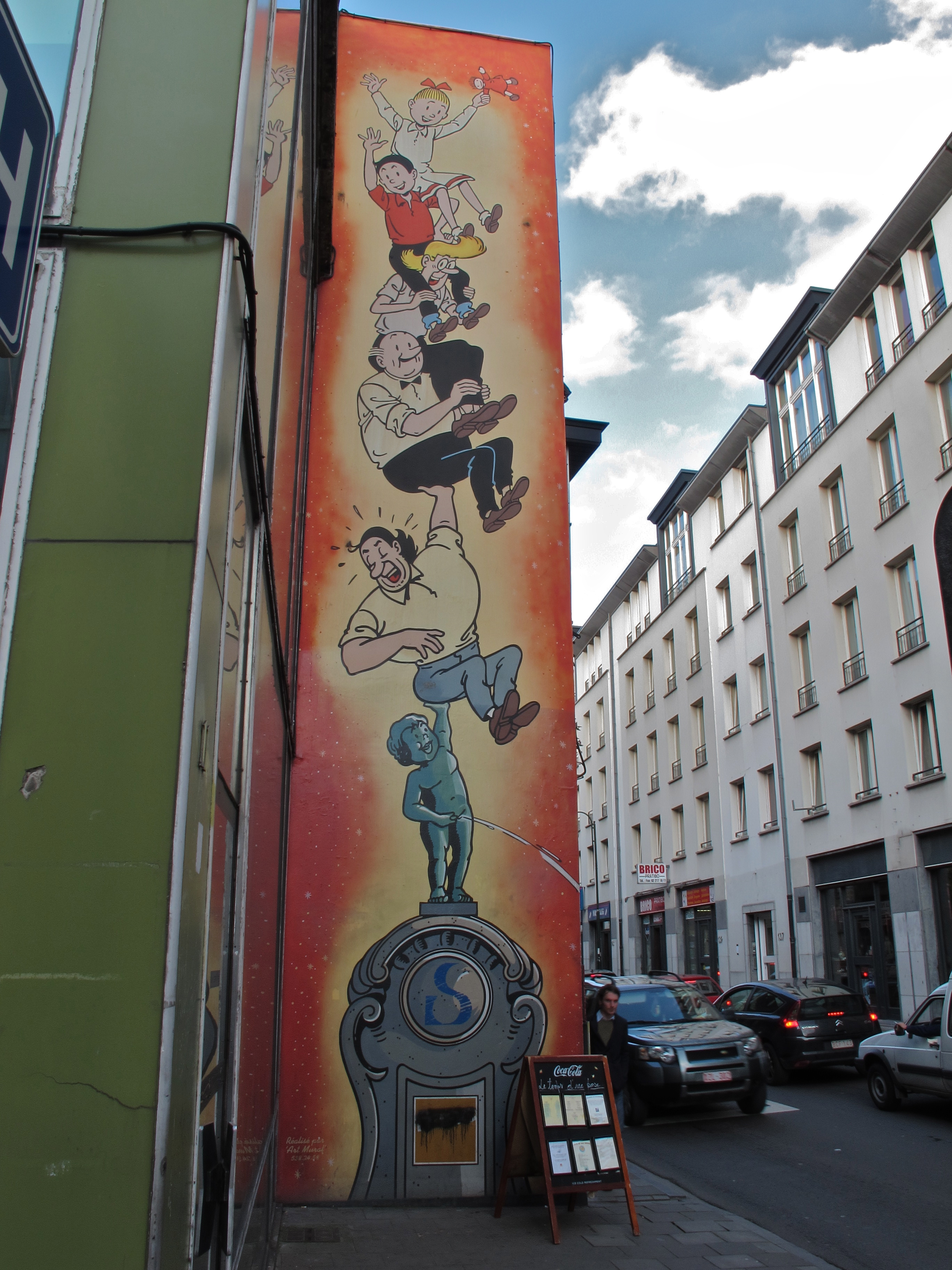
Stripmuur in Brussel, met daarop de hoofdpersonages (van onder naar boven) Jerom, Lambik, Sidonia, Suske en Wiske met Schanulleke – tezamen gedragen door Manneken Pis.

### Hoofdpersonages
- Suske – Een verre nazaat van Sus Antigoon. Zijn eigenlijke naam is François, Wiske noemt hem ook wel Fransiscus. Oorspronkelijk woonde hij op het eiland Amoras, maar tante Sidonia adopteerde hem in haar gezin. Bij zijn introductie in de strip is hij nog een schaars geklede woesteling, die volledig uit zijn vel springt wanneer hij iemand "Seefhoek vooruit" hoort roepen.[h] In vrijwel alle latere verhalen is hij daarentegen een doorsnee jongen zonder kleurrijk karakter. Hij is echter wel moedig, idealistisch, trouw, meestal intelligent en ook tamelijk sterk.
- Wiske – Een meisje dat door haar tante Sidonia wordt opgevoed, wie haar ouders zijn of wat daarmee is gebeurd wordt in de verhalen nergens duidelijk. Haar eigenlijke naam is Louise, maar zo wordt ze slechts een enkele keer genoemd. Wiske is intelligent, maar ook nieuwsgierig, jaloers, koppig, impulsief en soms ijdel. Toch kan ze wanneer het moet deze gebreken ook opzijzetten en haar goede hart tonen. Door de vorm van haar hoofd (zeker met de haren opgebonden met het kenmerkende strikje), wordt ze soms op haar paard getild met het scheldwoord 'eierkop' en varianten hierop.
- Tante Sidonia – Wiskes tante, die in veel verhalen min of meer de bijrol van adoptiemoeder van zowel Suske als Wiske vervult, maar soms (met name in de oudere verhalen) zelf ook heel actief meespeelt. Ze is een lange, magere vrouw die haar mannetje kan staan in noodsituaties. Desondanks wordt het haar soms ook te veel en krijgt ze zenuwtoevallen. Ze lijkt in sommige verhalen heimelijk verliefd op Lambik te zijn en komt daar soms gewoonlijk openlijk voor uit, zoals in De sterrenplukkers. Vaak krijgt ze spottende opmerkingen over haar grote voeten en haar abnormaal lange neus, of haar hyperslanke lijn en borstelharde haartooi.
- Lambik – Werd ooit door professor Barabas ingehuurd als detective en is sindsdien altijd een van de vaste hoofdpersonages gebleven. Hij zorgt meestal voor de grappigste momenten in de strip. De naam Lambik is afgeleid van het lambiekbier. In Nederland heette hij aanvankelijk Lambiek. Vandersteen gaf hem aanvankelijk de naam Pukkel. Hij is kalend, op zes sprieten na (drie aan elke kant, net achter zijn oor). Een bekende kreet van hem is "miljaar".
- Jerom – Een ongelofelijk sterke man die de anderen in moeilijke situaties dankzij zijn kracht steeds uit de problemen helpt. Hij komt oorspronkelijk uit de prehistorie, maar zat ingevroren totdat hij in de 17de eeuw door de hertog Le Handru werd ontdooid.[i] In zijn debuutverhaal De dolle musketiers is hij een van de vijanden van Suske, Wiske, Lambik en Sidonia. Na in dit verhaal tot het goede te zijn bekeerd, wordt hij met de teletijdmachine meegenomen naar de 20e eeuw. In Nederland heette hij aanvankelijk Jeroen of Jeroentje.
- Professor Barabas – Een geleerde wiens merkwaardige uitvindingen in veel verhalen een belangrijke rol spelen. Zijn beroemdste en meest gebruikte uitvinding is de teletijdmachine. Hij is geniaal, maar ook, haast stereotiep, makkelijk verstrooid, en soms zeer idealistisch tot op het naïeve af.
- Schanulleke – Een lappenpopje waar Wiske zielsveel van houdt. Aanvankelijk heette ze in België Schalulleke en in Nederland Schabolleke. Haar huidige naam kreeg ze in De schone slaper. In de meeste verhalen is ze slechts een rekwisiet, of heeft ze hooguit een sleutelrol als (lijdend) voorwerp. In sommige verhalen komt ze echter tot leven en gedraagt zich dan als een werkelijk personage.

### Vaak terugkerende nevenpersonages
- Arthur – Een broer van Lambik die in de Afrikaanse jungle woont. Hij kan vliegen dankzij het blijvende effect van het sap van een bijzondere plant genaamd Selderum Aeroplanis. Arthur verscheen voor het eerst in De vliegende aap.
- Krimson – De vaakst terugkerende slechterik in de reeks, waardoor hij wel als publieke vijand nummer 1 van de hoofdpersonen wordt bestempeld; dit hoewel hij pas relatief laat in de serie werd geïntroduceerd, namelijk in Het rijmende paard. Zijn vaste butler is Achiel.
- Jef Blaaskop – Een van de vaste bewoners van Amoras. Hij treedt voor het eerst op in Het eiland Amoras als een machtsbeluste schurk. In De stalen bloempot is hij bekeerd tot de goede kant en helpt dan Suske, Wiske en Lambik.
- Theofiel Boemerang – Een erg zakelijk ingestelde buurman van Lambik die iedereen allerlei dingen probeert aan te smeren. Hij verscheen voor het eerst in De Texasrakkers. Later ontpopt hij zich tot een meesteroplichter en maakt er een criminele carrière mee. Hij is getrouwd met Celestien.
- Tobias – Een hond die Suske en Wiske geregeld bijstaat. Hij verscheen voor het eerst in Het hondenparadijs. Hij is getrouwd met Dolly, met wie hij diverse puppy's ter wereld bracht.
- Sus Antigoon – Over-over-over-overgrootvader van Suske en de ontdekker, en stichter, van het eiland Amoras. Hij verscheen voor het eerst in Het eiland Amoras. Hij gaf zijn volk eten, maar dronk zichzelf dood, en waart sindsdien rond als spook.
- Snoeffel & Gaffel – Twee schurken die niet terugdeinzen voor omkoperij. Ze verschenen voor het eerst in De gouden cirkel.
- De Van Zwollems – Annemarie van Zwollem en haar geesteszieke vader verschenen voor het eerst in Het sprekende testament.
- De Zwarte Madam – Een blonde heks die spreekt met een Frans accent. Ze verscheen voor het eerst in De zwarte madam. Sus Antigoon verklaart haar later in De maffe maniak de liefde, waardoor haar slechte karakter wat afneemt.

## Verhaalthema's

### Inspiratiebronnen
Veel van de plots zijn gebaseerd op historische feiten. Voorts is er inspiratie geput uit allerlei grote literaire werken, bekende sprookjes, mythen en soms ook de Bijbel. In de periode 1949-1953 haalde Vandersteen zijn inspiratie vooral uit de klassieke mythologie, diverse bekende sagen en bekende romans. Zo zijn in De mottenvanger bijvoorbeeld veel elementen uit de klassieke Griekse mythologie verwerkt. Het bevroren vuur bevat overwegend sprookjeselementen en speelt zich daarnaast af in het tijdperk van de Noormannen. De ringelingschat is mede gebaseerd op Wagners Der Ring des Nibelungen. De dolle musketiers is gebaseerd op Alexandre Dumas' roman De drie musketiers.
Tussen 1953 en 1959 putte Vandersteen voor de verhalen nauwelijks uit klassieke literatuur. Een uitzondering hierop vormt De straatridder, dat is gebaseerd op de klassieker Don Quichot van Miguel de Cervantes. In de latere verhalen komen elementen uit klassieke literatuur weer af en toe terug en in een enkel geval ook de Bijbel. Zo is De junglebloem (1969) een gedeeltelijke hervertelling van The Jungle Book van Rudyard Kipling. De kale kapper (1972) bevat elementen van het Bijbelse verhaal van Simson. Het dreigende dinges (1984) is mede gebaseerd op de roman Een hond van Vlaanderen van Marie Louise de la Ramée.
Vooral vanaf de jaren 60 werd er in de verhalen ook geregeld ingehaakt op populaire zaken en cult. Allerlei bekende films en televisieseries hebben door de jaren heen een inspiratiebron gevormd voor bepaalde Suske en Wiske-verhalen. Dit begon met verhalen als Wattman (1967) en het reeds genoemde verhaal De junglebloem (1969), duidelijke allusies op respectievelijk de destijds zeer populaire superheldenstrip Batman en Disneys Jungle Boek. Een paar jaar eerder was De Texasrakkers (1959) ook al gebaseerd op de Tales of the Texas Rangers. Jeromba de Griek (1966) werd geïnspireerd door de film Zorba de Griek. Geerts' verhaal Robotkop (1996) was sterk geïnspireerd door Paul Verhoevens negen jaar daarvoor uitgekomen actiefilm RoboCop. Het beeldje van Manneken Pis heeft een belangrijke rol in onder meer Het kregelige ketje.
Bekende kunstenaars en/of hun kunstwerken komen geregeld aan bod, waarbij de hoofdpersonages dan vaak naar het verleden reizen waar ze hen persoonlijk ontmoeten: Peter Paul Rubens (De raap van Rubens), Jheronimus Bosch (De bibberende Bosch), Mozart (Het wondere Wolfje), Rembrandt van Rijn (De nachtwachtbrigade), Antoon van Dyck (Het rijmende paard), Vincent van Gogh (De kleurenkladder), M.C. Escher, Magritte en Salvador Dali (De kunstkraker). Als inspiratie voor De koning drinkt en De dulle griet dienden schilderijen met dezelfde naam van Jacob Jordaens en Pieter Breughel de Oude.

### Situering engeofictie
De meeste Suske en Wiske-verhalen spelen zich in het heden en op een duidelijk omschreven plaats af. Zo zijn heel wat avonturen gesitueerd in het thuisland van de strip, België. Een aantal verhalen spelen zich af in Nederland (De Efteling-elfjes, De woelige wadden). Verder komen de hoofdpersonen geregeld op allerlei andere plaatsen binnen en buiten Europa. Soms reizen ze naar het Verre Oosten, zo onder meer in een aantal verhalen die eind jaren 50 en begin jaren 60 uitkwamen (De stemmenrover, De gouden cirkel, De wilde weldoener, De sissende sampan). Vandersteen verwerkte in deze verhalen zijn eigen reiservaringen.
Heel geregeld duiken er echter ook fictieve landen en plaatsen op (Chocowakije, Amoras, Bazaria, Kommersbonten). Enkele verhalen spelen zich gedeeltelijk af op een − fictieve − exoplaneet (bijv. De amoureuze amazone en De eenzame eenhoorn). Het eiland Amoras wordt daarbij weliswaar als een fictief land gepresenteerd, maar staat in feite model voor Antwerpen.
De vrienden bezoeken in sommige verhalen een bekend pretpark dat echt bestaat: het Bellewaerde Park in De kattige kat (1985), de Efteling in De Efteling-elfjes (1977) en Fata Morgana (1988) en Phantasialand in De Rookburgh Rookies (2023).

### Maatschappelijke thema's
Eigentijdse zaken worden geregeld als thema in de plots verwerkt. In de beginjaren verwees Vandersteen met name naar de Belgische politieke actualiteit van dat moment, en hoewel hij geen uitgesproken flamingant beweerde te zijn, stak er soms een pro-Vlaams karakter aan zijn personages of in de verwijzingen doorheen het verhaal. Sommige verhalen uit de beginjaren, met name De koning drinkt (1947), De stalen bloempot en Lambiorix (beide uit 1950), bevatten uitdrukkelijke verwijzingen naar de zogenoemde Koningskwestie. Omdat deze formule in een strip die dagelijks in de krant stond natuurlijk veel beter werkte dan in de latere albumversies, verdween dit aspect geleidelijk aan uit de reeks. De verhalen die uitkwamen de jaren 60 en 70 bevatten geregeld gedateerde verwijzingen naar de hippiecultuur en de Koude Oorlog.
De verhaalthema's waren aanvankelijk vooral gericht op Vlaanderen. Naarmate de stripreeks ook in Nederland steeds bekender en populairder werd, werd hier in de verhalen op ingehaakt doordat de thema's geleidelijk aan meer op Nederland werden georiënteerd. Vaak werd er gewerkt met stereotiepe grappen rond de "luie ambtenaar", "inhalige belastinginspecteur", de "leugenachtige politicus", de "domme politieagent" en de hippie die zich niet wast.
Waarden, normen en deugden waren al vanaf het allereerste begin in de serie aanwezig, maar naarmate de reeks langer liep werden ze steeds nadrukkelijker in de plots verwerkt. Vanaf de jaren 70 kwam in de verhalen de nadruk steeds neer op maatschappelijke en sociale kwesties te liggen. Zaken als milieuverontreiniging en -activisme, generatieconflicten en opvoedingsproblemen kwamen aan bod, evenals bedreigde diersoorten en vooral ook oorlog. Tijdens de jaren 90 keerde het politieke element weer af en toe terug, bijvoorbeeld in De koeiencommissie en De rebelse Reinaert. De apartheid komt aan de orde in Kaapse kaalkoppen. In de verhalen wordt geregeld de boodschap uitgedragen dat de rijke westerling beter hulp kan bieden aan de allerarmsten op de wereld, in plaats van geld te verdienen met de wapenhandel voor bloedige oorlogen. De vrienden zijn soms kritisch over de verkilling en verzuring van de maatschappij, bijvoorbeeld in De Krimson-crisis.
Hoewel religie nooit een centraal thema is geweest in de strip, zijn er in de hoofdreeks duidelijk verhalen aan te wijzen waarin geloofsgerelateerde zaken mede aan bod komen. Zo staat in De stalen bloempot de bouw van een kathedraal centraal. Ook De poenschepper en Het dreigende dinges  bevatten duidelijk christelijke verwijzingen. In De kale kapper en De adellijke ark (1979) wordt verwezen naar verhalen uit het Oude Testament. In De wilde weldoener (1962) speelt het hindoeïsme zijdelings een rol. Religie is eveneens een thema in de drie opeenvolgende verhalen De fleurige Floriade, Heilig Bloed en In de ban van de Milt uit 2002.
Een groot aantal van de verhalen speelt zich af in het verleden. Met name de verhalen die oorspronkelijk in de blauwe reeks verschenen, zijn gesitueerd in echt bestaande plaatsen in een bepaalde historische periode. Ook de gebeurtenissen die hier worden beschreven hebben vaak geheel of gedeeltelijk echt plaatsgehad. Daarbij is de strip zeker niet alleen maar lovend over de geschiedenis. Zwarte bladzijden zoals de Tachtigjarige Oorlog (Het Spaanse Spook), kinderarbeid (De hellegathonden) en onderdrukking van het gewone volk (De gladde glipper, De ringelingschat, Het geheim der gladiatoren, Het drijvende dorp, De eenzame eenhoorn...) worden net zo goed aangekaart. In Het Spaanse spook (het eerste verhaal in de blauwe reeks) vechten Suske, Wiske en Lambik samen met de Geuzen tegen de Spaanse bezetting. In de oorspronkelijke versie van De stalen bloempot sprak Suske zich nogal fel uit voor de bouw van een kathedraal op Amoras, volgens de "geest van het volk dat naar Vlaamse tradities streeft". In Het gouden paard zijn Suske, Wiske en Lambik daarentegen op de hand van de Spaanse conquistadores onder leiding van Hernán Cortés. De mysterieuze mijn is volledig gesitueerd in het heden, maar verwijst naar de heksenvervolging uit de 18e eeuw. 
Er zijn ook enkele verhalen in de serie verschenen die juist futuristisch van aard zijn, zoals Tedere Tronica en De wolkeneters. Ook de fictieve uitvindingen passen in dit rijtje.

### Folklore
Folklore vormt een andere belangrijke inspiratiebron voor sommige verhalen: Het monster van Loch Ness, De krachtige krans, Het geheim van de Kalmthoutse heide, De jolige joffer en Het witte wief zijn typische voorbeelden. Figuren als de zwarte madam, Kludde en Lange Wapper komen rechtstreeks uit de Vlaamse folklore. Het verhaal van het Ros Beiaard en de Vier Heemskinderen wordt gebruikt in Het ros Bazhaar.

### Magie
Veel Suske en Wiske-verhalen ontstaan uit dagelijkse situaties die meestal uitmonden in meer fantasierijke tot zelfs absurde plots. Magie is een sterk aanwezig ingrediënt in de reeks. Geregeld duiken er spoken, tovenaars, heksen, draken, duivels, legendes en betoverde dieren op in de verhalen. Ook al dan niet toevallig gevonden magische voorwerpen spelen som eeen rol.
Al vanaf het allereerste begin van de strip was tijdreizen een belangrijk thema, met name naar specifieke periodes in het verleden. Vooral in veel verhalen uit de jaren 50 komen de hoofdpersonen op diverse magische manieren in het verleden terecht. Zo gebruikt een druïde in Lambiorix (1950) een magische urn om hen naar Caesars tijd te halen, in Het Spaanse spook (1950) stappen ze in een schilderij naar de zestiende eeuw, in De ringelingschat (1951) geraken ze in het jaar 1100 na uit een zilveren hoorn gedronken te hebben (en is het Vadertje Tijd die hen terughaalt). In de blauwe reeks-verhalen De Tartaarse helm (1953) en De schat van Beersel (1953) worden Suske, Wiske en Lambik onder hypnose naar de dertiende en vijftiende eeuw gebracht en weer teruggehaald. In de wat latere verhalen wordt hiervoor meestal de teletijdmachine van professor Barabas gebruikt. Ook dan komen de hoofdpersonen echter soms ook nog op andere manieren in het verleden terecht.

### Fictieve uitvindingen
Professor Barabas heeft met zijn vele uitvindingen een belangrijke rol in veel verhalen. De beroemdste en meest gebruikte is de hiervoor genoemde teletijdmachine, die al in het tweede verhaal Op het eiland Amoras (1946) opduikt, maar dan nog slechts dient om beelden uit het verleden te halen. De eerste maal dat ze daadwerkelijk wordt gebruikt om de hoofdpersonages naar het verleden te doen reizen is in De tuftuf-club (1951). In De duistere diamant (1958) komt de teletijdmachine ook voor, maar de hoofdpersonen reizen hier terug naar het heden met behulp van een magische armband.
Andere bekende uitvindingen die geregeld in de verhalen terugkomen:
- Vitamitje – een klein autootje waar Suske en Wiske soms mee rondtoeren, gebruikt menselijk voedsel als brandstof
- de Gyronef – een helikopter
- de Terranef, ook wel 'ondergronder' genoemd – een voertuig waarmee men ondergronds kan reizen; er is een uitvoering met een diamantenschijf (De knokkersburcht) en verschillende versies die met een steekvlam werken (De groene splinter)
- de Klankentapper – een apparaat dat geluid van bijvoorbeeld planten omzet in taal
- de Ruimtekruiser – een ruimteschip waarmee men de ruimte in kan reizen
- de Teletransfor – een apparaat waarmee beelden van schilderijen tot leven kunnen komen
- de IJzeren Schelvis – een bathyscaaf
- de Stalen Mol – een soort tank die zich, door middel van een krachtige vlam, door de hardste rotslagen kan boren

### Overige vaste formules
- Op het laatste plaatje van de meeste verhalen is een knipogende Wiske te zien, met daaronder "Einde". Heel af en toe is niet Wiske maar een ander personage hier te zien, bijvoorbeeld een in dat verhaal voorkomende bijfiguur.
- Met name Vandersteen verving soms hele plaatjes door enkel een stuk tekst, waarin de gebeurtenissen die zich tussen het laatste plaatje ervoor en het eerste erna afspelen worden beschreven.
- In de verhalen zelf wordt af en toe expliciet verwezen naar het feit dat het om een strip gaat. De hoofdpersonages zijn zich op zulke momenten zelf bewust van het feit dat ze getekend en volledig aangestuurd worden. Vandersteen tekende zichzelf ook een paar keer in de verhalen, als degene die van bovenaf moet ingrijpen om een situatie "op te lossen"[k]. Dit valt onder het zogenaamde 'doorbreken van de vierde wand' of 'vierde muur'.
- Een motief dat vooral door Vandersteen zelf vaak werd gebruikt is de aanwezigheid van een geheimzinnige, maar in het verhaal wel belangrijke bijfiguur wiens gezicht gedurende een groot deel van het verhaal buiten beeld blijft, bijvoorbeeld doordat diegene steeds een kap of mantel draagt. Pas aan het eind van het verhaal wordt diens identiteit vrijgegeven.[23] In enkele verhalen blijkt het een van de hoofdpersonen zelf te zijn[l].

## Evolutie van de strip

### Titels
Vanaf eind jaren 50 werd er in de titels van de albums steeds meer alliteratie gebruikt in de vorm van een bijvoeglijk naamwoord gevolgd door een zelfstandig naamwoord. Dit begon met titels als De snorrende snor, gevolgd door De duistere diamant, De zwarte zwaan, De zingende zwammen, De wilde weldoener, De sissende sampan, De toornige tjiftjaf, Het kregelige ketje, De koddige kater enzovoort. Dit procedé wordt tot op heden geregeld toegepast in de titels, hoewel sinds de tweede helft van de jaren 90 iets minder vaak.
Een ander procedé dat vooral tot en met de jaren 60 gebruikelijk was en daarna nog nu en dan terugkwam, zijn titels bestaande uit van een werkwoord afgeleide samenstellingen op -er die iets geheimzinnigs aanduidden (De speelgoedzaaier, De spokenjagers, De stemmenrover, De windmakers ...).

### Taal
In de beginjaren was de strip nog vrij volks van aard: de personages spraken Antwerps, dat in 1963 het veld moest ruimen voor Standaardnederlands. Omdat zoveel mensen de strips lazen werd het noodzakelijk het taalgebruik in het algemeen Nederlands te laten verlopen, zodat er geen aparte versies voor Vlaanderen en Nederland meer gemaakt hoefden te worden. Bovendien paste het 'afschaffen' van het Antwerps in de tijdgeest van de jaren 60, toen dialect als een obstakel in de strijd tegen Franse invloed werd gezien.

### Tekenstijl en inkleuring
De basistekenstijl is in de loop der jaren een aantal keer sterk veranderd, onder meer als gevolg van het feit dat er tot nu toe zeker vijf hoofdtekenaars (Vandersteen, Geerts, Verhaegen, Morjaeu en Van Gucht) met de serie bezig zijn geweest. Vandersteen had, toen zijn strip steeds succesvoller werd, zelf zijn tekenstijl al wat aangepast, onder meer door de personages een minder volks uiterlijk te geven. Vanaf begin jaren 60 werd er een nieuwe, aanzienlijk strakkere tekenstijl gehanteerd, die onder Paul Geerts tot eind jaren 80 werd voortgezet.
Gaandeweg werd de reeks getekend met de typische kenmerken van de klare lijn. De oorspronkelijke tekenstijl van Vandersteen was daarentegen veel volkser en losser uit de pols. Zo had Wiske in de allereerste verhalen nog een peervormig hoofdje, dat later in een ei is veranderd. Tante Sidonia droeg in het begin een klein zwart hoedje met spelden. Ook Suske en Lambik hadden in de eerste paar verhalen waarin ze meededen nog een heel ander uiterlijk. Met name het hoofd en aapachtige voorkomen van Jerom in de eerste paar verhalen waarin hij optrad, werden later geretoucheerd tot de latere, "beschaafde" versie. Ook het gezicht van Sidonia is bij de latere heruitgaven in de vierkleurenreeks veelal strakker en vastomlijnder gemaakt, in overeenstemming met de inmiddels gangbaar geworden tekenstijl.
In mei 2017 werd er weer een nieuwe make-over doorgevoerd: vanaf De planeetvreter kregen Suske en Wiske − zoals Studio Vandersteen het noemde − een eigentijdsere vorm. Het tweetal kreeg een aangepaste haardracht. Wiske kreeg verder borsten, net als Sidonia. Reden voor de aanpassingen waren de dalende verkoopcijfers. Vanaf De planeetvreter werden de albums bovendien in A4-formaat uitgegeven. Volgens Studio Vandersteen kwamen de tekeningen daardoor beter tot hun recht.

### Kleding van de hoofdpersonages
In de jaren 70 droegen Suske en Wiske al bruine olifantenpijpenbroeken, maar in de jaren 2000 werd tevens op de albumachterkanten hun traditionele kledij aangepast. Het verhaal Amber (1999) was het eerste waarin Wiske niet meer haar bekende witte jurkje draagt, maar een hanenkam en bijpassende kleding. Ook de kleding van Suske wordt aangepast, zo verruilt hij zijn vertrouwde zwarte broek voor een legerbroek. Toen Wiske plots voor de strip Big Mother een naveltruitje en een zwarte minirok kreeg en een groei kende als adolescente in haar attitude, kwamen er luide protesten van de lezers. Hieraan werd door de tekenaars, na in De koeiencommissie (december 2001) nog zo rond te lopen, gehoor gegeven. Sinds het verhaal De blote Belg (2002) droeg Wiske weer een witte jurk, maar nu zonder mouwen. In De primitieve paljassen (2006) kregen Suske en Wiske hun traditionele kleding weer bijna helemaal terug. Wiskes jurk had nu opnieuw mouwen, hoewel iets korter dan voorheen.
Bij een nieuwe make-over in 2017 werd onder meer de kleding van de hoofdpersonages opnieuw aangepast. Vanaf De planeetvreter is het rode shirt van Suske vervangen door een wit shirt met daaroverheen een hoodie met capuchon. Ook draagt hij nu een skinny jeans en gympen. Wiskes jurk is strakker gesneden en ze draagt laarsjes. Ook in de spin-off Amoras met een volwassener Suske en Wiske, en in de juniorreeks Klein Suske en Wiske werden de gestalten aangepast.

### Opschuivende tijdlijn
Vanaf de jaren 50 begon Vandersteen steeds meer aandacht te besteden aan het nauwkeurig weergeven van allerlei achtergronddetails in de verhalen, zoals meubilair en huishoudelijke apparaten. Sindsdien zijn de verhalen altijd met hun tijd blijven meegaan; zo kwamen er steeds meer elektrische apparaten en ook het straatbeeld en allerlei andere zaken zijn voortdurend gemoderniseerd.
De strips zijn over het algemeen terughoudend over moderne uitvindingen. In enkele verhalen uit de jaren 50 bijvoorbeeld wordt televisiekijken als tijdverspilling gezien. Hoewel de vrienden in de nieuwere verhalen gebruikmaken van eigentijdse communicatiemiddelen zoals het internet en gsm's, blijven ze in bepaalde opzichten toch kritisch. Zo wordt in De koeiencommissie de moderne vleesindustrie bekeken, in De sinistere site en De kaduke klonen komen respectievelijk de gevaren van het internet en de kloontechniek aan bod.
Eind jaren 90 gaven de erven Vandersteen Paul Geerts en Marc Verhaegen opdracht om de verhalen te moderniseren. Zodoende werden het taalgebruik en de kledij van de figuren vrij grondig aangepast, terwijl ook nieuwe technologische hulpmiddelen − zoals de mobiele telefoon en de computer − nu een belangrijke rol kregen. In de Suske en Wiske-verhalen van na de eeuwwisseling wordt op grote schaal gebruikgemaakt van internet.

### Kritiek op de evolutie
De sfeer en beschreven situaties zijn in de latere verhalen dus steeds drastischer gaan afwijken van de oorspronkelijke Vandersteen-reeks, een evolutie die wel is aangeduid als het begin van de neergang in kwaliteit. Anderen vinden dat de reeks − naast het oorspronkelijke karakter − ook veel van haar humor en spanning verloor nadat Vandersteen de strip definitief had doorgespeeld aan zijn medewerkers. Veel van de oorspronkelijk door Vandersteen bedachte grappen zijn later herhaaldelijk opnieuw gebruikt. Toch bevatten ook de eerste tientallen verhalen die na de overname door Paul Geerts in 1972 zijn verschenen nog af en toe grappen of ideeën die door Vandersteen zelf waren bedacht. De terugloop in kwaliteit zou volgens sommige critici eind jaren 50 zijn begonnen.
Paul Geerts kreeg tijdens zijn carrière als hoofdauteur van de Suske en Wiske-verhalen vaak de kritiek dat hij de fantasie, humor en originaliteit van Vandersteen ontbeerde. Dit verwijt werd later vooral aan Verhaegen en Meynen gericht, die volgens sommige fans enkele van de slechtste en meest afwijkende verhalen ooit hebben gemaakt.  Verhaegen weerde al dit soort kritiek af met het argument dat hij met zijn tijd moest meegaan om te voorkomen dat de reeks oubollig werd; zo zou de oorspronkelijke look van Wiske de eigentijdse jeugd niet meer aanspreken. Enkele verhalen van Verhaegen werden zeer laag gewaardeerd, zoals De ongelooflijke Thomas en De blote Belg. In een interview uit 2016 toonde Paul Geerts zich ook niet lovend over de manier waarop Verhaegen omstreeks 2000 de reeks geheel had overgenomen en voortgezet. Geerts gaf ook aan dat hij alle affiniteit met de serie inmiddels had verloren.

## Publicaties

### Voorpublicaties
- De Nieuwe Standaard (1945-1947)
- De Standaard (1947-heden)
- Kuifje (1948-1959)
- Utrechts Nieuwsblad (1959-1994)
- TV Ekspres (1972-2001)
- weekblad Suske en Wiske (1993-2003)
- Tros Kompas (2005-2012)
- De Telegraaf (2019-heden)

### Albumuitgaven

#### Alle albumreeksen in de hoofdserie
- Rode reeks
  - Vlaamse ongekleurde reeks (1946-1959)
  - Hollandse ongekleurde reeks (1953-1959)
  - Vlaamse tweekleurenreeks (1959-1964)
  - Hollandse tweekleurenreeks (1959-1964)
  - Gezamenlijke tweekleurenreeks (1964-1966)
  - Vierkleurenreeks (1967-heden)
- Blauwe reeks (1952-1957)
- Luxe reeks (1991-heden)
- Witte reeks (2017-2019)
- Suske en Wiske in het kort (2019-heden)

Later zijn de verhalen nog op tal van andere manieren uitgegeven, zoals:
- Liefhebbersuitgaven (1958-heden)
- Reclame uitgaven (1965-heden)
- Diverse bundelingen (1972-heden)
- Vakantie-uitgaven (1973-heden)
  - Familiestripboek (1973-2002)
  - X-Large (2003-2008)
  - Het extra dikke stripboek (2009)
- Luxe uitgaven (1977-heden)
- Suske en Wiske Klassiek (1993-1999)
- Suske en Wiske Pocket (2007-2014)
- Megastripboek (1997-2015)
- De complete collectie, naar aanleiding van het 75-jarig bestaan (1945-2020) met 289 verhalen in iets kleiner formaat (2021)

### Vertalingen

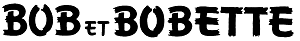
Franstalig logo van de strip

De verhalen van Suske en Wiske zijn ook verschenen in een aantal andere talen (o.a. Afrikaans, Zweeds, Latijn, Esperanto en Fries) en streektalen (Gronings, Drents, Twents, Limburgs en Brabants).
De volgende namen worden in andere talen gebruikt:

| - Afrikaans: Neelsie & Miemsie - Brabants: Suske & Wieske - Chinees (Taiwanese versie): Dada & Beibei - Chinees (versie vasteland): 波布和波贝特 (Bobu & Bobete: 1996) en 苏苏和维维 (Susu & Weiwei: 2011-) - Deens: Finn & Fiffi (later: Bob & Bobette) - Duits: Ulla und Peter (later: Bob und Babette/Suske und Wiske/Frida und Freddie) - Esperanto: Cisko kaj Vinjo - Engels (UK): Bob & Bobette (later: Spike & Suzy) - Engels (USA): Willy & Wanda (later: Luke & Lucy) - Fins: Anu ja Antti - Frans: Bob & Bobette - Grieks: Bobi & Lou - Indonesisch: Bobby dan Wanda (later: Suske dan Wiske) | - Italiaans: Bob e Bobette - Japans: ススカとウィスカ (Susuka to Wisuka) - Latijn: Lucius et Lucia - Noors: Finn & Fiffi - Portugees: Bob e Bobette (later: Bibi & Baba) - Portugees (Brazilië): Zé & Maria - Spaans: Bob y Bobette (later: Bob y Bobet) - Swahili: Bob na Bobette - Tamil: Bayankaap & Bayanam - Tibetaans: Baga & Basang - IJslands: Siggi og Vigga - Zweeds: Finn & Fiffi |

## Mijlpalen

### 25-jarig jubileum
Ter gelegenheid van de 25e verjaardag van Suske en Wiske in 1970 werd er in 1973 een jubileumboek uitgegeven, getiteld 25 jaar jubileum uitgave. Het was een gekartonneerde uitgave met een zilveren kaft. In het album is een biografie en bibliografie van Willy Vandersteen te lezen, alsook een heruitgave van de verhalen De avonturen van Rikki en Wiske en Het Spaanse spook.

### 50-jarig jubileum
Ter gelegenheid van 50 jaar Suske en Wiske in 1995 verschenen er meerdere speciale uitgaven:
- Een roodbruin linnen luxe uitgave van De raap van Rubens in een gelimiteerde en genummerde oplage van 800 exemplaren, met 8 pagina's achtergrondinformatie.
- Een rood geverniste luxe uitgave op A6-formaat van Rikki en Wiske, speciaal voor relaties van Standaard Uitgeverij, met een op naam gesteld certificaat, in een gelimiteerde en genummerde oplage van 1500 exemplaren.
- Een uitgave in liggend A4-formaat, getiteld 50 jaar Suske en Wiske.
- Een witte luxe uitgave getiteld Suske en Wiske 50 jaar van de hand van Peter van Hooydonck met een overzicht van 50 jaar spanning, humor en avontuur.
- Door de Koninklijke Munt van België is een speciale herdenkingsmunt uitgebracht.
- De nieuwe albumuitgaven uit 1995 (De averechtse aap, De begeerde berg, De 7 schaken en De vonkende vuurman) zijn alle voorzien van een speciaal 50-jaar-logo.

### 60-jarig jubileum
Op 19 december 2005 was het precies 60 jaar geleden dat Op het eiland Amoras als vervolgstripverhaal van start ging in De Standaard. Ter gelegenheid hiervan waren er in 2005 diverse feestelijkheden. De nieuwe albumuitgaven uit 2005 (De flierende fluiter, De formidabele fantast, Het slapende goud en De kaduke klonen) zijn alle voorzien van een speciaal 60-jaar-logo. Op 19 december verscheen een trilogie, getiteld Vrienden voor het leven, met hierin drie verhalen waarin het draait om vriendschap, namelijk Op het eiland Amoras, De ringelingschat en De sterrenplukkers. In het Stedelijk Museum te Zwolle was er een tentoonstelling ter gelegenheid van 60 jaar Suske en Wiske. Op zondag 24 juli 2005 werd de 60ste verjaardag van de serie gevierd in Bokrijk, waar alle personages present waren. Er was ook een speciale website geopend ter gelegenheid van het jubileum. Ten slotte is er een jubileumalbum uitgebracht getiteld Suske en Wiske 60 jaar!. Hierin staan onder meer de geschiedenis van Suske en Wiske, interviews met striptekenaars en het korte verhaal Het mopperende masker.

### 65-jarig jubileum
Alle nieuwe albumuitgaven uit 2010 (De rillende rots, De gamegoeroe, De watersater, De halve Havelaar en De stuivende stad) werden voorzien van een speciaal 65 jaar-logo.

### 70-jarig jubileum
Ter gelegenheid van 70 jaar Suske en Wiske schreven zes bekende Vlamingen in 2015 hun eigen Suske en Wiske-verhaal.
| Nr | Titel                   | Scenario        | Tekeningen       |
| -- | ----------------------- | --------------- | ---------------- |
| 1  | De spitse bergen        | Tom Waes        | Charel Cambré    |
| 2  | De verwoede verzamelaar | Jan Verheyen    | Jan Bosschaert   |
| 3  | Het vredeskruid         | Pieter Aspe     | Kim Duchateau    |
| 4  | Het naderende noodlot   | Staf Coppens    | Ivan Adriaensens |
| 5  | De groffe grapjas       | Alex Agnew      | Kris Martens     |
| 6  | De Barabass             | Siska Schoeters | Ilah             |

### 80-jarig jubileum

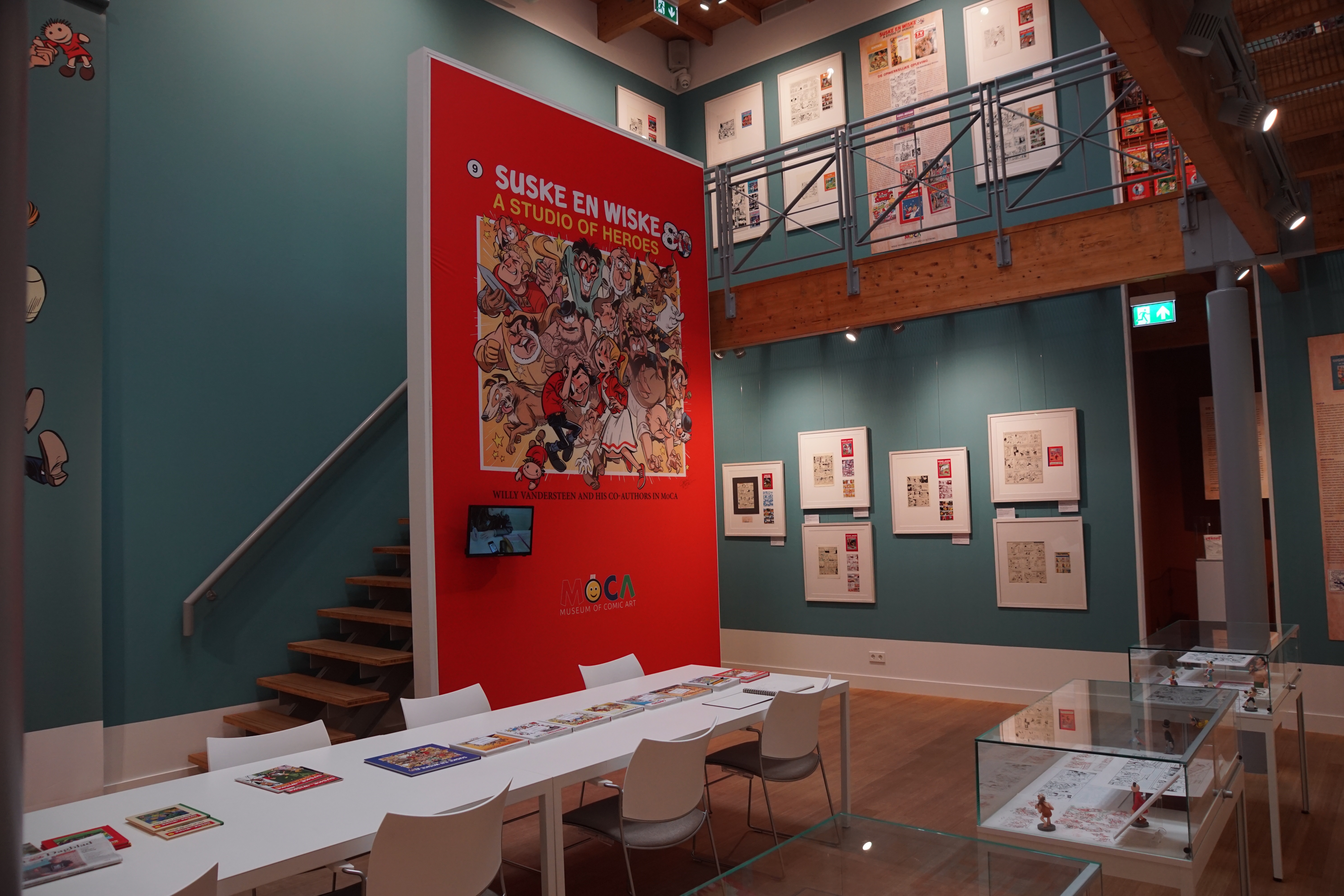
Het Museum of Comic Art organiseerde in 2025 de tentoonstelling Suske en Wiske 80 - A Studio of Heroes.

In het kader van het 80-jarig jubileum organiseerde het Nederlandse Museum of Comic Art in 2025 een tentoonstelling getiteld Suske en Wiske 80, A Studio of Heroes.

## Spin-offs

### Spin-off-stripreeksen
Van Suske en Wiske zijn in de loop der jaren verschillende spin-offs gestart. De bekendste hiervan zijn:
- De grappen van Lambik (1955-1962, nieuwe reeks 2004-2006)
- Jerom, De Gouden Stuntman en De wonderbare reizen van Jerom (1962-1991)
- Schanulleke (1986-1987)
- Junior Suske en Wiske (vanaf 2002), vroeger Klein Suske en Wiske
- Amoras (2013-2015)
- J.ROM - Force of Gold (vanaf 2014)
- De Kronieken van Amoras (vanaf 2017)

In de spin-offreeksen Amoras en De Kronieken van Amoras is de tekenstijl vergeleken met de rest wat realistischer geworden. Ook is de sfeer van deze verhalen iets donkerder, met soms meer realistisch geweld. Ook het taboe op seks is hier enigszins opgeheven, en al worden de klassieke patronen en verhoudingen weliswaar gerespecteerd, is het dermate een ander universum dat hierin dergelijke vrijheden toe konden worden gelaten. De makers van de reeksen hebben hiertoe wel de nodige toestemmingen bekomen van Studio Vandersteen en de weduwe van Willy Vandersteen, in lijn met diens bepalingen voor de hoofdreeks zelf.
Vanaf de jaren 80 is een deel van de verhalen uit de rode reeks ook opnieuw uitgegeven als Suske en Wiske Plus-album. Hierbij is na het hoofdverhaal zelf steeds een extra katern toegevoegd, met daarin raadsels en spellen die iets met de thema's uit het verhaal te maken hebben.

### Televisieserie
Vanaf 1955 waren er voor het eerst avonturen van Suske en Wiske op de Nederlandse televisie te zien. Pats' Poppenspel bracht ze op de buis.
In 1973 werd besloten om een nieuwe televisiepoppenserie te maken, gebaseerd op speciaal voor die serie te schrijven verhalen. Later zijn deze verhalen (in licht aangepaste vorm) ook als albums uitgebracht en verschenen in de hoofdreeks. Het ging om De minilotten van Kokonera, De gouden locomotief, De zingende kaars, De windbrekers, De regenboogprinses en Het laatste dwaallicht; elk verhaal behalve De minilotten van Kokonera bestond uit vijf afleveringen van 22 minuten. De poppen waren vervaardigd door het atelier Creatuur in samenwerking met André Henderickx, een Schiedamse glazenier/kunstenaar. Er werd voor elk figuur een aantal koppen met verschillende gezichtsuitdrukkingen gemaakt. De decors en rekwisieten kwamen op basis van gedetailleerde ontwerpen van Studio Vandersteen tot stand. Een opvallend verschil met de strip was dat Jerom in de poppenserie zijn ogen open had.
De stemmen waren van Paula Majoor (Suske), Hellen Huisman (Wiske), Henk Molenberg (Lambik), Trudi de Kat (Sidonia), Wim Wama (Jerom en Krimson) en Cees van Oyen (professor Barabas). Wim Povel die de scenario's schreef, had op de later verschenen lp de rol van verteller, hoewel in de televisieserie de verhalen door Lambik aan elkaar gepraat werden.
De serie werd geregisseerd door Patrick Lebon en de muziek was geschreven door Piet Souer. In Nederland zond de TROS de serie uit van oktober 1975 tot en met december 1976. In België werd de serie door de BRT uitgezonden in de periode oktober 1976 tot en met februari 1977. In 1984 en in de zomermaanden van 1990 werden de afleveringen herhaald.

### Tekenfilms
De eerste tekenfilms gebaseerd op de strip werden gemaakt door Belvision, destijds een onderdeel van uitgeverij Le Lombard. Ze werden tussen 1955 en 1958 uitgezonden op de Belgische nationale televisie. Het waren rudimentaire, nogal amateuristische tekenfilms in zwart-wit.
Er zijn ook meerdere tekenfilms gebaseerd op de verhalen gemaakt door Atelier5. Deze waren eind jaren 80 en begin jaren 90 op VTM te zien. Ook zijn deze tekenfilms uitgebracht op VHS en dvd. In 2017 verscheen een 3D-CGI-animatieserie van Suske en Wiske junior door Grid Animation i.s.m. met Doghouse Films en de VRT.

### Weekblad
Tien jaar lang, van 1993 tot 2003, hadden Suske en Wiske ook een eigen weekblad, Suske en Wiske, waarin naast strips van Standaard Uitgeverij ook nieuwe generaties striptekenaars konden publiceren. Hoewel het blad vrij succesvol was, bleek eind 2003 dat het doorzetten niet meer kostendekkend was, en daarom besloot de uitgeverij de publicatie te staken.

### Toneelstuk en musical
In 1994 liep in Antwerpen een toneelstuk rond Suske en Wiske. De opvoering was zo succesvol dat het ook in Nederland een tijd toerde. In zekere zin was dit een voorloper van de latere musical, al was het verhaal in dit geval niet gebaseerd op een bestaand album.
In juli 2002 ging een nieuwe musical in première, gebaseerd op het verhaal De spokenjagers. Deze werd zowel in België als in Nederland opgevoerd. De laatste voorstelling was in februari 2003.
In 2008 werd er een musical opgevoerd rond het klassieke verhaal De circusbaron. Deze musical toerde rond in België en Nederland. In 2015 bracht Van Hoorne Entertainment de musical terug naar de theaters, ter ere van de 70ste verjaardag van de Suske en Wiske-hoofdreeks. De musical was in 2016 in verschillende theaters te zien.

### Speelfilm
In 2004 werd de eerste en tot nu toe enige speelfilm met een Suske en Wiske-verhaal als basis gemaakt: De duistere diamant, naar het gelijknamige verhaal. Deze speelfilm werd geregisseerd door Rudi Van Den Bossche.

### Animatie
In de zomer van 2009 is in de bioscopen de 3D-animatiefilm De Texas rakkers uitgekomen, naar het stripverhaal De Texasrakkers (oorspronkelijk uitgekomen in 1959).

## Merchandising
Al in 1947 verscheen er een Schanulleke-pop op de markt, die werd verkocht door de firma Morena. Twee jaar later bracht de Antwerpse uitgeverij Imago vier Suske en Wiske-postkaarten uit. In 1952 vervaardigde de firma Keram uit Heverlee vier porseleinen beeldjes van Suske, Wiske, Lambik en Sidonia. Vanaf 1952 verschenen er ook kleurboeken van Suske en Wiske. Verder werden foldertjes, vloeipapier en bladwijzers van Suske en Wiske als gratis geschenk meegegeven aan de klant. In sommige verhalen wordt reclame gemaakt voor Suske en Wiske-producten die op de markt waren, door het verwerken van deze producten in de verhaallijn.
In 1954 verschenen er voor een firma in Lint zes jampotjes waarop de vijf hoofdpersonages en Sus Antigoon waren uitgebeeld. Eind jaren 50 werden er bij een actie van Grand Bazar 50.000 "Jerom-klikkertjes" uitgedeeld. Vanaf de jaren zestig brachten de grote firma's steeds meer Suske en Wiske-gadgets op de markt. Zo kwam chocoladefabriek Van Houten in 1968 met sleutelhangers, firma Novesia in 1976 met puzzels en snoepfabrikant Rowntree eind jaren '70 met poppenkastpoppetjes. Studio Vandersteen bracht daarnaast buiten de reguliere hoofdreeks om enkele speciale Suske en Wiske-verhalen uit die dienden om een product te promoten, zoals De gouden bloem (1974).

### Computerspellen
Er verschenen meerdere computerspellen meestal bedoeld voor Windows of macOS. In een later fase verschenen er ook versies voor draagbare consoles.
Naar aanleiding van de animatiefilm De Texasrakkers werd besloten om er ook een computerspel op te baseren.
- 1998 - De roekeloze ruimtereis, met vijf onderdelen: platformspel, zoek de zeven verschillen, moonlander, ruimtewebsite en Willy Vandersteen
- 1998 - Stripmaker
- 1999 - Het geheim van de farao, met vijf onderdelen: Platformspel, Printstudio, De kuil van de krokodil, Egyptewebsite, Egyptische tempel-website plus Willy Vandersteen
- 1999 - Familiequiz 1
- 2001 - De tijdtemmers, Game Boy Color
- 2001 - Stripmaker budget, met extra invoeroptie voor eigen beelden
- 2002 - De digitale dromenmachine
- 2003 - Strips Spelletjessensatie,  met De schitterende schattenjacht en 4 andere spellen van Belgische striphelden
- 2004 - Suske en Wiske Quiz
- 2008 - De Kaperkoters, Windows
- 2009 - De Texas Rakkers,  Nintendo DS

Van Klein Suske en Wiske verscheen:
- 2004 - Klein Suske en Wiske - Ik speel met woorden, met zeven educatieve spellen: letters herkennen, woordenschat, letters en klanken associëren, woorden samenstellen, lettergrepen onderscheiden, zinnen maken en aanwijzingen volgen

## Culturele invloeden

### Verwijzingen naar Suske en Wiske in andere stripreeksen
- Op de aankondiging van Kiekeboealbum Album 26 heeft Kiekeboe zelf een titel bedacht: De vinnige viking. Zijn zoontje merkt op dat dit al de titel is van een Suske en Wiske-album. Ook in de Kiekeboe-verhalen De anonieme smulpapen, Villa Delfia en De zes sterren wordt middels diverse grappen verwezen naar de Suske en Wiske-verhalen.
- In Urbanus-album 56 Kermis in de hel is er een verwijzing naar Suske en Wiske terug te vinden in de hoofdrolopsomming van de strip. In Dertig floppen vermomt Urbanus zich als Suske. In het latere album Pedo-Alarm komen Suske en Wiske model staan voor Urbanus zijn collectie van wassen beelden, en geeft ze ook een verklaring voor het verschil in haarstijlen doorheen de jaren.
- In het Nero-album Beo is Back (1989) wordt ook een verwijzing gemaakt naar Suske en Wiske.
- In de Nederlandse geschiedkundige stripreeks Van Nul tot Nu duiken bij wijze van visuele grap een paar maal een of enkele hoofdpersonages uit Suske en Wiske op, als er historische gebeurtenissen in Vlaanderen of België centraal staan (zoals de Belgische Revolutie).
- In het album Paniek in Stripland hebben Suske en Wiske samen met Jerom, Lambik en Sidionia een gastoptreden samen met allerlei andere belangrijke stripfiguren.
- In 1983 verscheen er een pornografische parodie op Suske en Wiske: De glunderende gluurder. Deze was de eerste in een reeks strips waarin Suske en Wiske, maar ook de andere hoofdpersonages, wel zeer vrijelijk met elkaar omgaan.
- De personages uit Suske en Wiske speelden mee in het stripalbum Het geheim van de kousenband (2001). Tekenaar Paul Geerts voorzag voor deze strip de tekeningen van Suske en Wiske en hun vrienden. Ze hadden ook een gastoptreden in een verhaal uit de reeks De Kiekeboes, Bij Fanny op schoot (2005), samen met Jerom, Sidonia en Lambik.

### Architecturale verwijzingen
- Op zaterdag 13 mei 2006 werd in de Korte Ridderstraat 8 te Antwerpen een stripmuur onthuld met een afbeelding van de cover van Op het eiland Amoras.[50]
- In Kalmthout werd in 2009 ook een stripmuur onthuld.[51]
- Ook in Brussel staat een stripmuur, in de Lakensestraat aan de hoek met de Vaartstraat. Het is een afbeelding van Suske en Wiske, Schanulleke, Jerom, Lambik en tante Sidonia boven op het Kregelige Ketje (Manneken Pis).[52]
- In de IJzerlaan 25 in kustgemeente Middelkerke werd in 2018 ook een stripmuur onthuld. Suske en Wiske, Schanulleke, Jerom, Lambik en tante Sidonia zijn er te zien in een strandtafereel.[53]
- In de Antwerpse wijk Seefhoek, waar Vandersteen zelf werd geboren, is een plafondschildering aangebracht. Hierin is ook Vandersteen uitgebeeld, te midden van de hoofdpersonen uit de strip. De buurt in kwestie heeft een speciale betekenis voor de strip omdat er veelvuldig naar wordt verwezen in de oorspronkelijke tekst van Het eiland Amoras.

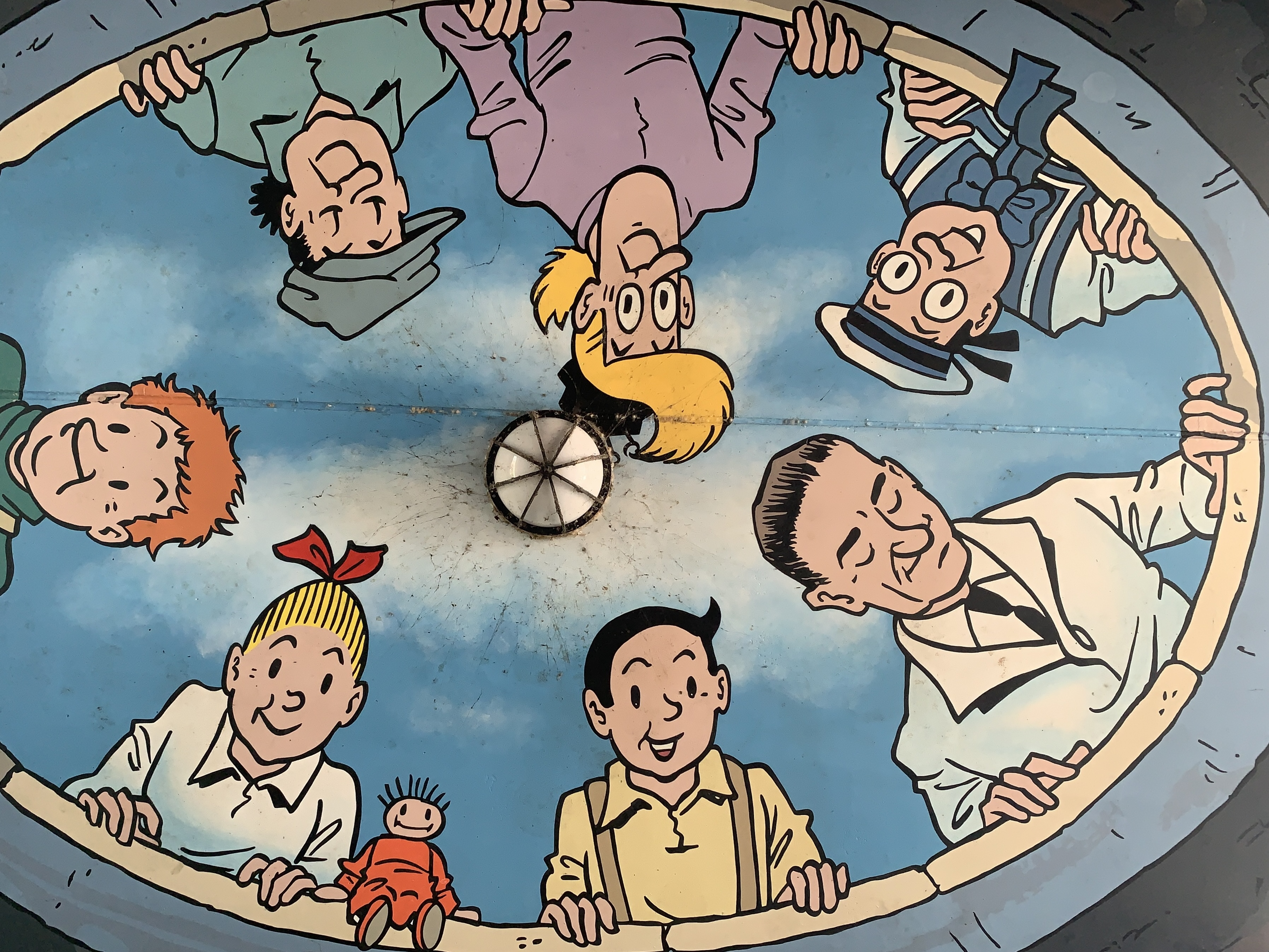
Plafondschildering in de Antwerpse wijk Seefhoek
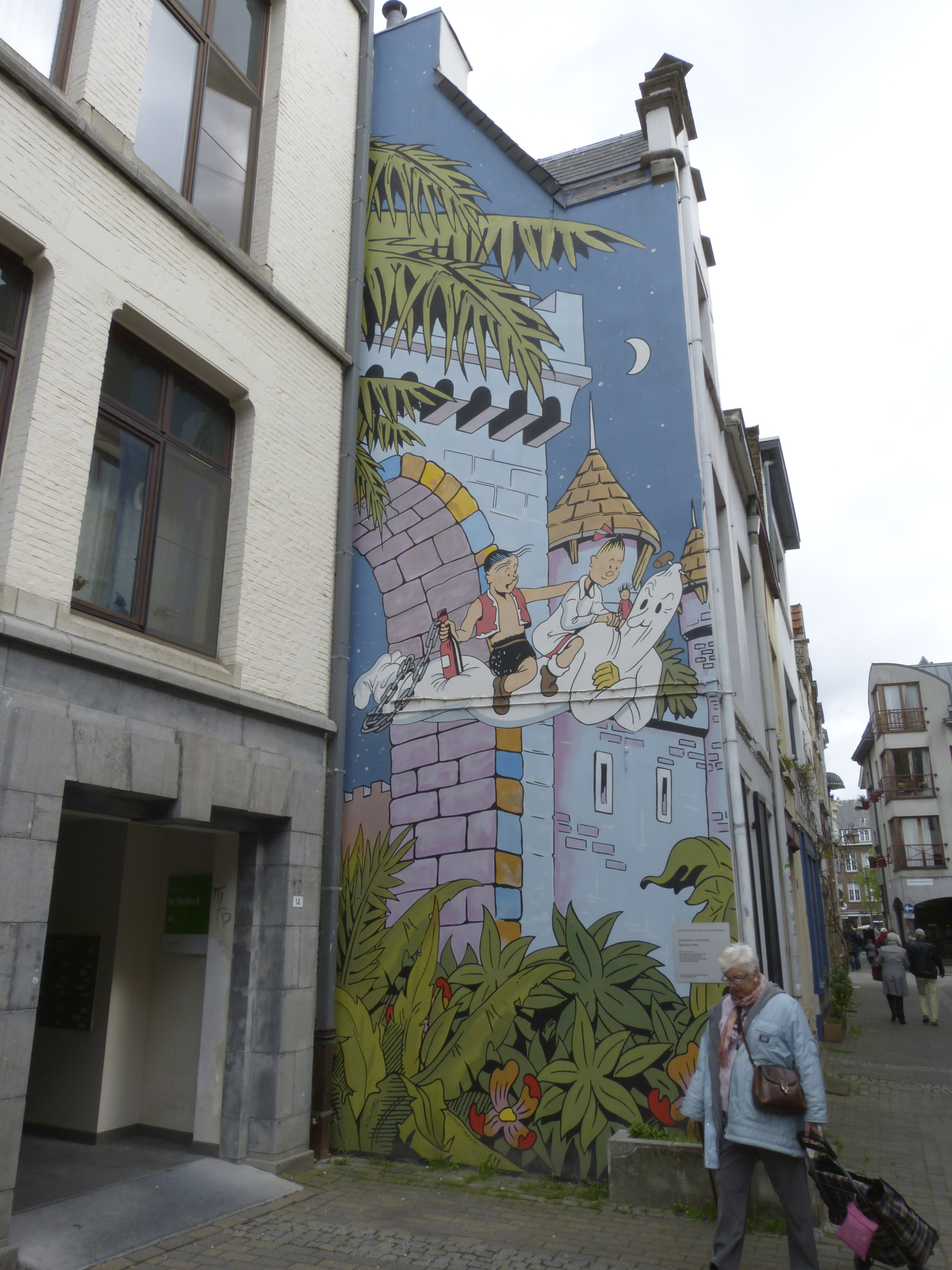
Oorspronkelijke cover van Op het eiland Amoras

### Museum
In 1997 werd een stripmuseum in Kalmthout geopend waar deze stripreeks centraal staat.

### Hitparade
Op een fanwebsite kon tot en met 2021 worden gestemd op de favoriete verhalen. De schat van Beersel (uit 1952-1953) voerde in de meeste edities de lijst aan. Ook de andere zeven verhalen uit de blauwe reeks (1952-1957) staan in de top 35, waarvan drie de top 3 bekleden. Opvallend is dat alle 32 verhalen die in de periode juni 1978 - april 1984 verschenen, relatief laag scoren. De albums van Willy Vandersteen worden het hoogst gewaardeerd, die van zijn opvolgers beduidend lager.

### De perfecte podcast
Als eerbetoon aan de strip en haar makers werd er in 2019 een speciale podcastreeks op touw gezet door Koen Maas: De perfecte podcast. Daarin worden makers, kenners en liefhebbers van de strip aan het woord gelaten en wordt er achtergrondinformatie over Suske en Wiske aangeboden aan luisteraars van de podcast. Tot de gasten behoorden Paul Geerts, Eric de Rop en Charel Cambré. Zij vertelden in de podcast over zaken als hun periode bij Studio Vandersteen of hun persoonlijke band met Vandersteen. Ook tv-presentator Han Peekel was te horen als uitdrager van het beeldverhaal in Nederland in de jaren tachtig en negentig in zijn destijds populaire kinderprogramma Wordt Vervolgd.

### Overig
Toen het toenmalige Six Flags Belgium in 2005 transformeerde naar Walibi Belgium, besloot het park om extra aandacht te vestigen op Belgische stripfiguren. Naast Lucky Luke, die al sinds 1998 in het park te zien was, kregen ook Bollie en Billie en Suske en Wiske een plaats in het park. De zone rond Suske en Wiske bevond zich in het voormalige Italiaanse gedeelte van het park. Naast een standbeeld van de hoofdpersonages in torenvorm stond ook een beeld van Sidonia in de Gyronef. Suske en Wiske kregen ook een eigen attractie toegewezen, de botsautootjes kregen de naam Tuf Tuf Club mee.
In 2017 werd in Antwerpen het indoorpretpark Comics Station geopend. Het werd gethematiseerd naar 6 verschillende Belgische stripreeksen waaronder Suske en Wiske. Het heeft daar ook een eigen themazone.

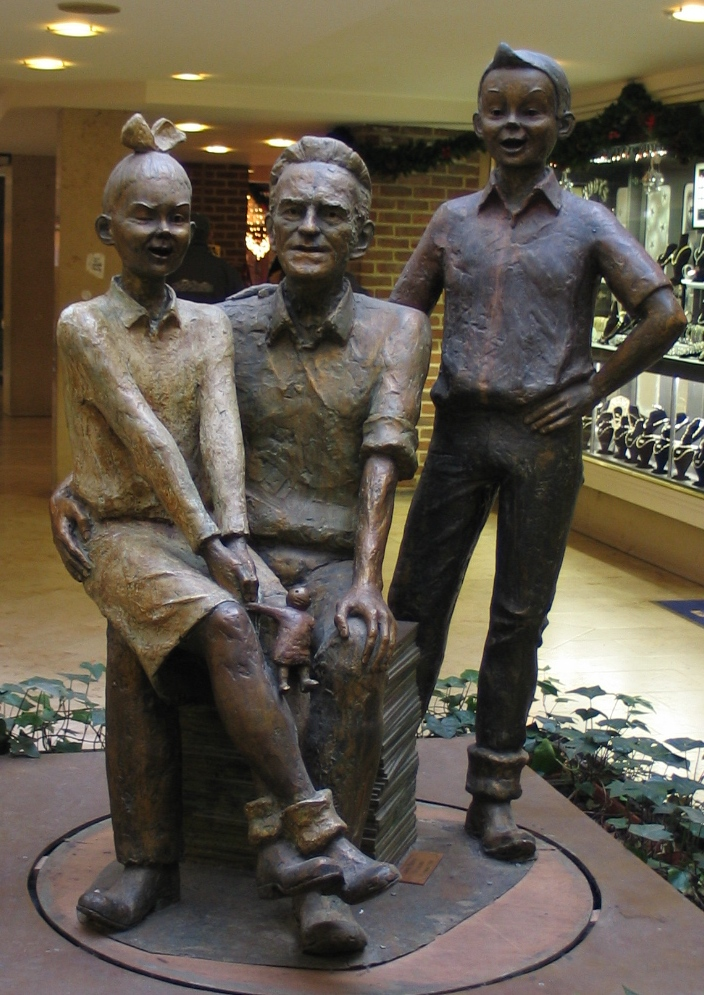
Een standbeeld in Hasselt; hier is Willy Vandersteen uitgebeeld met Suske, Wiske en Schanulleke
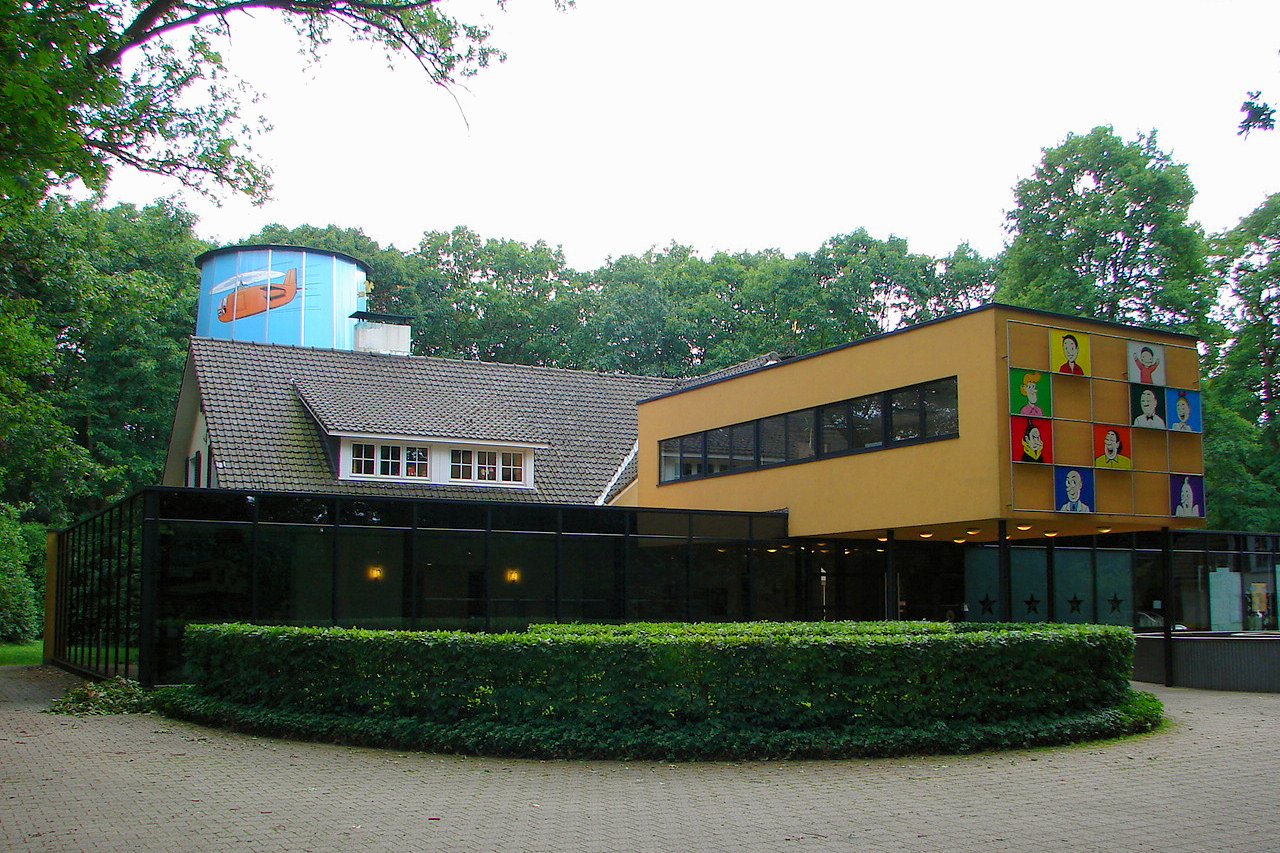
Provinciaal Suske en Wiske-Kindermuseum in Kalmthout
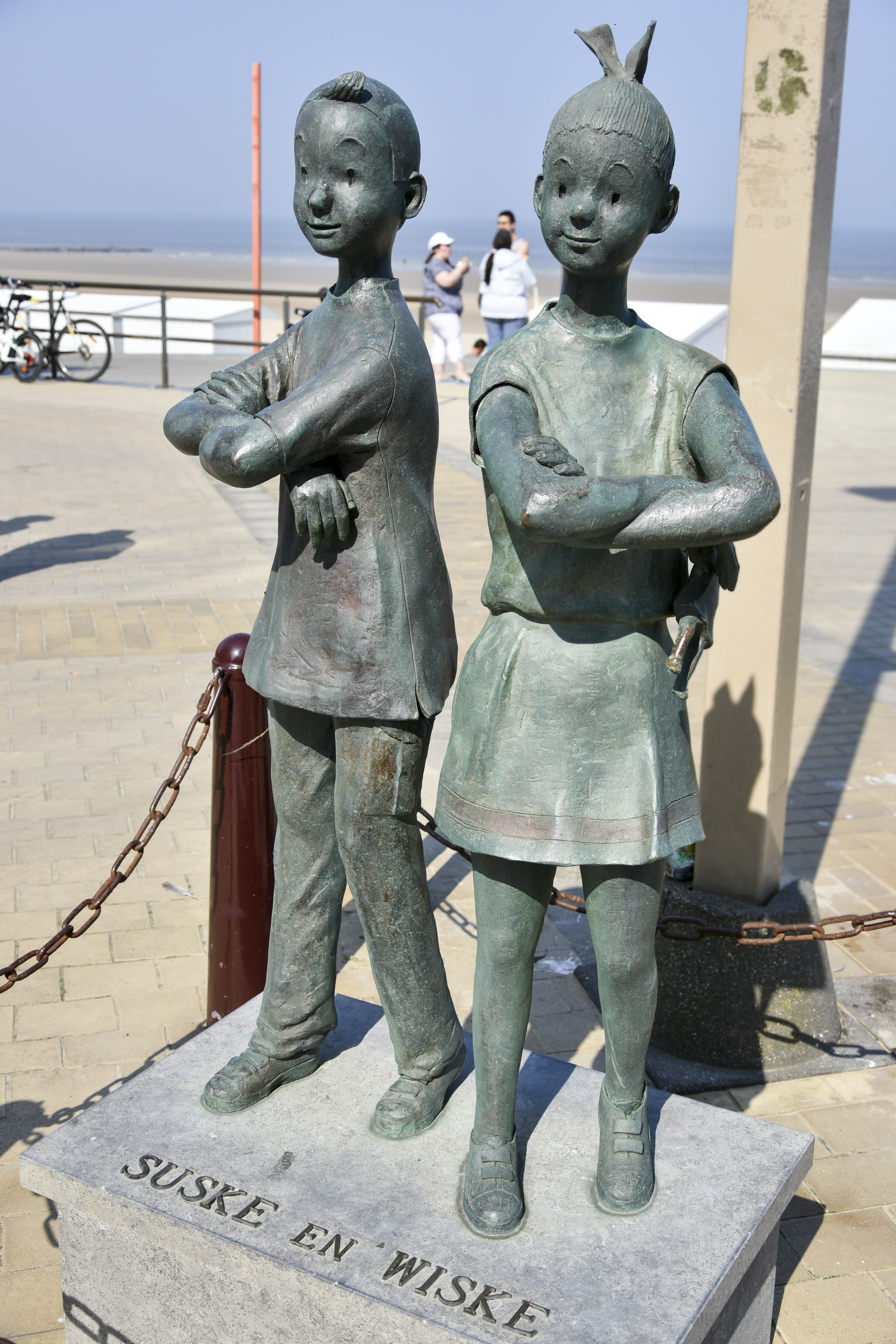
Suske en Wiske tussen de stripstandbeelden van Middelkerke
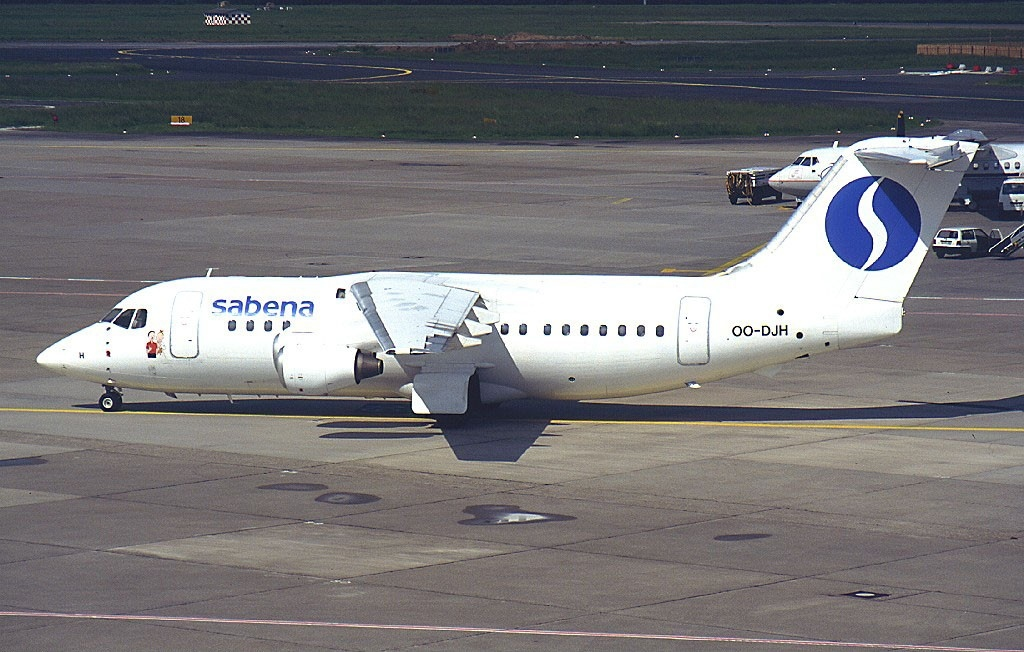
Suske en Wiske afgebeeld op een vliegtuig van British Aerospace

## Concurrerende strips
Het succes van Suske en Wiske inspireerde ook andere striptekenaars in Vlaanderen. Marc Sleen, die van huis uit cartoonist was, werd door zijn krant aangespoord om een eigen stripreeks te beginnen die de concurrentie met Suske en Wiske aan zou moeten gaan. Dat resulteerde uiteindelijk in Nero, een strip die echter bij lange na niet dezelfde bekendheid en populariteit als Suske en Wiske heeft gekregen. Pom begon al in 1950 met Piet Pienter en Bert Bibber en Jef Nys in 1955 met Jommeke.